# 【推しの子】
『【推しの子】』（おしのこ）は、赤坂アカ×横槍メンゴによる日本の漫画、およびそれを原作としたアニメ、ドラマ、映画、演劇。『週刊ヤングジャンプ』（集英社）において、2020年21号から2024年50号まで連載された。1週遅れで『少年ジャンプ+』（集英社）においても毎週木曜更新で連載された。

## 概要
原作担当の赤坂にとって4作目、作画担当の横槍にとって6作目となる連載作品であり、赤坂は『かぐや様は告らせたい〜天才たちの恋愛頭脳戦〜』連載中に本作を始めており、異例の2作品同時週刊連載となった。
主人公の青年が死後に前世の記憶を持ったまま、推していたアイドルの子供に生まれ変わる「転生もの」。ファンタジー設定でありながら、サスペンス要素や現代社会を投影した展開、芸能界の闇へ切り込むリアルさが本作の特徴である。
「推し」は、アイドルファンなどの間で「応援している人」の意味で使われ、本作タイトルは「推していたアイドルの子供に転生する」という意味が込められており、主人公とその妹のことを指す。表題に含まれる隅付き括弧（【】）は、外側が二重線になった独自記号を用いるのがタイトルロゴでの正式表記とされ、演出上の意味がある伏線となっている。
『週刊ヤングジャンプ』2023年37・38合併号より同年41号まで、本編の幕間の短編として、横槍視点で本作を描いた『【推しの子】 -interlude-』が全4回で掲載された（こちらは作画の横槍が単独で描いている）。

## 作品解説

### 執筆
赤坂が主に原作担当としてストーリーを、横槍が主に作画を担当するが、完全に分業化されているわけではなく、赤坂が横槍と相談した内容をストーリーへと反映させることもあり、また漫画家でもある赤坂は原稿のネームのほか、主要登場人物のキャラクターデザインの原案も描いている。こうしたことから表紙などの著者名表記では原作、作画といった表記を用いず「赤坂アカ×横槍メンゴ」という表記を用いており、互いの力が単純な足し算ではなく相乗効果されて合わさるという意味が込められているとされる。
赤坂が横槍に本作のプロットを見せたのは連載開始の2年前であったとされ、その時点では内容の相談という形であったものの、既に横槍との共著も想定した内容となっていた。横槍と組むことを正式に決めたのは、横槍が読み切り漫画『「かわいい」』を発表した時点（2019年9月）とされる。
伏線や構成の筋道については執筆前からブレることなく作りこんでいたとしており、恋愛リアリティショー編をはじめ、取り上げる題材については初期プロットの段階から構想が固まっていたという。
ただし登場人物の関係性については連載のライブ感を重視し、流動的に変更を加えているとされる。具体的には、当初の中心人物として登場する星野アイが早々と物語から退場する展開や、あまり重要ではない立場で登場したMEMちょが主要登場人物のアイドルユニットに加わりレギュラーキャラクターとなる展開は、連載中に思いついて変更した展開とされる。赤坂の実感では、最初から決めている内容が8割で、残りが2割としている。
また、将来的にアニメ化や実写化といったメディアミックスが行われる可能性を踏まえて、子役編の連載期間を短くするなどの工夫をしている。なお、アニメ化は2023年に実現したほか、実写映像化も並行して進められ2024年11月28日から配信ドラマが、同年12月20日から映画が公開されている。
「芸能界の闇に切り込む作品」として評価されることも多い本作だが、赤坂や横槍によれば、芸能界の裏側を暴露するジャーナリズム性は本作の本題ではなく、むしろ「そこをメインにしてしまったら、作品としては終わり」であるとし、糺すべき悪人がいるなら司法を通すべきで、漫画を通じて訴える題材ではないという考えを示した。赤坂は、芸能界を縛るしがらみや慣習により、人々の奮闘が幸せな形に繋がらない実情を描くことで「作り手と受け手側のディスコミュニケーションを少しでも埋められる漫画」を目指しているとしている。

### 評価
| 発表年 | 賞                                              | 部門           | 結果       |
| ------ | ----------------------------------------------- | -------------- | ---------- |
| 2021年 | 全国書店員が選んだおすすめコミック2021          |                | 4位        |
| 2021年 | 出版社コミック担当が選んだおすすめコミック 2021 |                | 4位        |
| 2021年 | マンガ大賞2021                                  |                | 5位        |
| 2021年 | みんなが選ぶTSUTAYAコミック大賞 2021            |                | 3位        |
| 2021年 | 次にくるマンガ大賞 2021                         | コミックス部門 | 1位        |
| 2021年 | 第67回小学館漫画賞                              | 一般向け部門   | ノミネート |
| 2022年 | 第26回手塚治虫文化賞                            |                | ノミネート |
| 2022年 | 第46回講談社漫画賞                              | 総合部門       | ノミネート |
| 2022年 | 第5回アニメ化してほしいマンガランキング         | 総合部門       | 5位        |
| 2022年 | このマンガがすごい！2022                        | オトコ編       | 7位        |
| 2022年 | マンガ大賞2022                                  |                | 8位        |

芸能界の華やかな部分とシビアな部分の双方を描いた本作は、斬新な設定や先の読めない展開も相まって大きな反響を呼んでいる。個性的な作風の作家がタッグを組んだものの、その個性が反発することなく、「彼らだからこそ織りなせる独自の世界観をうまく創り上げている」と評される。
売り上げにおいては、2020年7月1日から9月30日まで発売された単行本第1巻は、同期間に日本でもっとも売れた作品となった。2024年11月時点でシリーズ累計発行部数は2000万部を突破している。
2021年6月に「第5回みんなが選ぶTSUTAYAコミック大賞」にて3位受賞、同年8月には「次にくるマンガ大賞 2021」にてコミックス部門1位を受賞した。
『週刊ヤングジャンプ』での最終話掲載直後、また単行本最終巻である16巻発売直後は、バッドエンドとも言えるその展開などを巡って大きな賛否の議論を呼んだ。真犯人の人間性の掘り下げやエピローグなどが「雑であり、まるで打ち切り」という意見もあったが、原作の赤坂は、結末は当初の予定通りであった、作画の横槍を長く拘束したくなかった、面白い作品であるうちに終わらせないといけないと考えていたと語っている。

#### 現実の自殺事件と似た展開への遺族からの抗議と報道、それらに対する反発
本作は2020年4月に連載を開始したが、それから間もない2020年5月、日本の恋愛リアリティ番組『テラスハウス』に出演していた、女子プロレスラーの木村花の自殺が起こった。そして同年10月、第3章「恋愛リアリティショー編」で、主要登場人物のひとりが番組収録中のハプニングを発端として過度の誹謗中傷を受け、自殺を試みて未遂に終わるという展開が描かれた。
ネット炎上によって心理的に追いつめられる登場人物の様子はショッキングに描かれ、読者の間で話題となった。このシナリオが木村花の自殺をモチーフにしていると言われることがあるが、原作者の赤坂は、「恋愛リアリティーショー編は連載前から準備していた初期プロットの段階で既に構想されていたもので、当初から予定していた内容と類似した事件が連載中に起きてしまったことはアクシデントである」としており、木村花の自殺事件を下敷きにストーリーを展開したことは否定している。なお、「YouTubeは非常に人気があり、動画は字幕付きで視聴され、脚本はますますアニメやマンガに基づいており、リアリティショーが原因で自殺する例も出ている。これらすべての事実を考慮した」と、それより前からエンターテインメント界で取り沙汰されていた事象を総合的に取り上げたことは肯定している。劇中においても、世界各国で人気の恋愛リアリティショー番組が、過去に50人近い自殺者を出しているという実情を登場人物に指摘させている。原作の赤坂はエピソードの意図について、誰もがいつ、誹謗中傷をする側にも受ける側にもなり得る「みんなのお話」であると訴えることを意図したとし、作画の横槍も、普段から感じていることを心を込めて描いたとしている。
しかし、原作者の赤坂が木村花とストーリーの関連性を否定した後も、両者は引き続き関連付けて論じられ、2023年5月に本作のテレビアニメ版で該当エピソードが映像化されたことで議論が再燃した。
木村花の母親であり元プロレスラーの木村響子は「友人が木村さんの事件がモチーフになっていると知らずにその話を見てしまい、フラッシュバックが原因で息ができなくなるくらい苦しくなった」「実際にあった話をそのまま使うことで花を大切に想う人たちが深く傷つくことは想像できないのかな」「まして、命日が近いタイミングでアニメ配信?」と語り、制作者に対して「売るため話題になるためなら手段を選ばない」「心から軽蔑します」などと、強い言葉で非難した。しかし上記のとおり、「木村花の事件がモチーフになっている」「実際にあった話をそのまま使った」という木村の主張は2021年の時点で既に否定されたことである。この主張に反発したファンから木村へ抗議が殺到したことに対し、「問題提起をする素晴らしいアニメ、とファンの方が私に言ってくるんですが、そんな素晴らしいアニメのファンの方がなぜ私を誹謗中傷するのか」「作者や個人を責める気はない。作品が世に出る段階で配慮が足りなかったことが悲しくなる、問題提起をしてる作品と聞いているので出来れば応援したいが、SNSで実際にそういう被害を受けた人たちが苦しくなるやり方をやる必要はないと思います」などと述べた。

## あらすじ

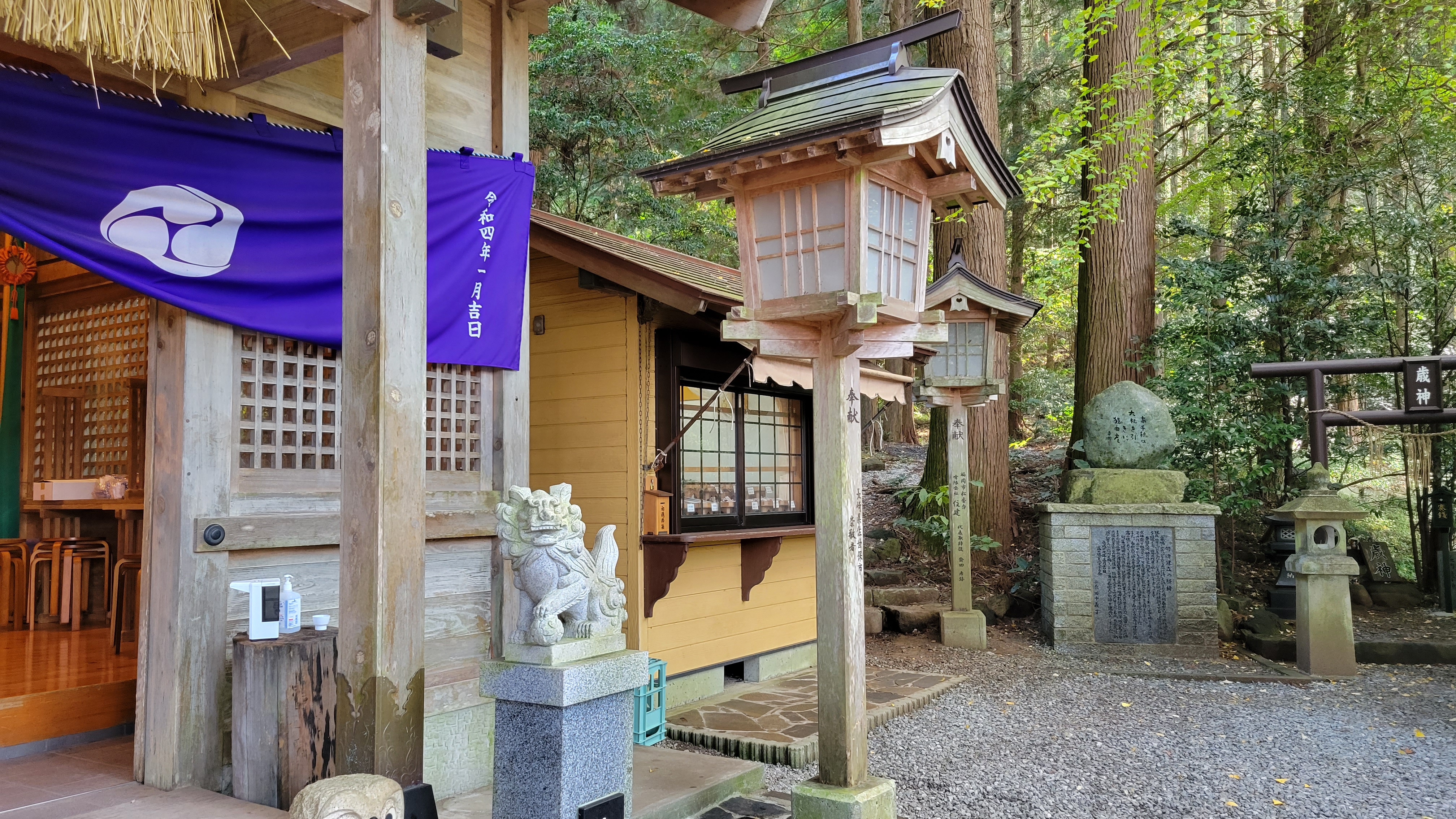
一行が参拝した荒立神社（宮崎県西臼杵郡高千穂町）

原作は章単位で区切られており、各章の最後のコマや、単行本各巻冒頭の登場人物紹介、あらすじの頁で、章ごとのサブタイトルが掲示される。
プロローグ「幼年期」（第1巻第1話 - 第10話）
田舎の産婦人科医ゴローは、自分に懐いていた患者で、12歳の若さで亡くなった少女さりなの影響によりアイドルオタクになっていた。そんな彼の元に、活動休止中の彼の推しアイドル・星野アイが双子を妊娠した状態で現れる。子供を産むこともアイドル活動も諦めないというアイに改めて魅力を感じ、彼女の内密出産を全力で応援することにしたゴローは、彼女の主治医として付き添う。しかし、アイの出産日に、ゴローはアイのストーカーのリョースケによって殺される。
ゴローはアイの子供、星野愛久愛海（アクア）として生まれ変わる。アクアの双子の妹である星野瑠美衣（ルビー）は、さりなが生まれ変わった姿だった。2人は互いに生まれ変わる前の記憶を持っていることを知るが、自分たちがかつての医者と患者の関係であったことまでは気づかない。そのまま2人は、出産したことを隠しつつアイドル活動を再開したアイを応援しながら、アイのもとで成長していく。
やがてアイの人気はますます上昇し、東京ドームでのライブを控えるまでになる。しかし、アイは自宅に押しかけてきたリョースケに刺され、アクアとルビーの目の前で死んでしまう。
リョースケは自殺し、アクアとルビーはアイの芸能事務所「苺プロダクション」の社長夫人である斉藤ミヤコに引き取られる。アクアは、リョースケにアイの妊娠や病院、転居直後の住所などの情報を提供した黒幕がおり、その人物は自分とルビーの実父と思われると推察した。アイの交流の範囲から、実父は芸能界にいる可能性が高いと考え、その人物への復讐を誓う。
第2章「芸能界」（第2巻第11話 - 第20話）
中学生になったルビーは、母のアイのようなアイドルになることを目指す。アクアは、ルビーがアイと同じような目に遭わないため、また自分の復讐劇にルビーを巻きこまないためにも密かに妨害していたが、ルビーの情熱は変わらない。結局、苺プロダクションから10数年ぶりの新規アイドルグループの一員としてデビューする契約が実現する。
一方、アクアは芸能界に近づくため、かつてアイとアクアが出演した映画の監督を務めていた五反田泰志のもとで映画制作の手伝いをしていたが、五反田はアクアに役者の才能を見いだしていた。やがてルビーは陽東高校の芸能科、アクアは一般科を受験する。
その陽東高校で、五反田の映画に出演したことがある「元・天才子役」の有馬かなと再会。かつてアクアの演技に心を奪われたかなは、ドラマでの共演をアクアに誘う。そのドラマのプロデューサー鏑木勝也は、アイと交流があったため自分たちの父親の可能性があると考えアクアは誘いに乗り、ドラマ「今日は甘口で」に出演して好評を得る。鏑木は結局アクア達の血縁者ではなかったが、アクアに注目した鏑木は、彼を恋愛リアリティショー「今からガチ恋始めます」への出演に誘う。アクアは引き換えに鏑木からアイの情報を得るため話を受ける。
アクアとルビーは陽東高校に入学する。芸能科は既に芸能界で活躍する同級生ばかりでルビーは焦りを覚えるが、共にアイドルグループでデビューするメンバーがまだ見つからない。そこでルビーとアクアは、かなをメンバーに誘う。
第3章「恋愛リアリティショー編」（第3巻第21話 - 第4巻第32話）
まだデビュー曲も決まっていないルビーとかなだが、正式デビューに向けて準備を進め、ルビーはユニット名をアイのいたアイドルグループと同じ「B小町」に決める。恋愛リアリティショーでアクアと共演する黒川あかねは、共演者の鷲見ゆきの顔を傷つけてしまったことがネットで炎上し、バッシングを受けたことを苦にして自殺を図る。MEMちょとアクアの機転により自殺は未遂に終わるが、あかねは番組を休演する。アクアはあかねの自殺未遂をマスコミにリークするとともに、出演者のゆき、MEMちょ、熊野ノブユキ、森本ケンゴ、番組スタッフの協力を得て、あかねのイメージ回復とメンバーの仲の良さをアピールするための動画を作りネットにアップする。これにより炎上は沈静化し、あかねは番組への復帰を決意する。アクア、ゆき、MEMちょの3人は自分を護るため、あかねに素ではなくキャラクターを演じることを勧める。アクアの好みのタイプが“アイ”であることを知ったあかねは、優れたリサーチ力、演技力、洞察力を活用して、アクアやルビーが目を見張るほどのアイを演じて、アクアの強い関心を引く。そしてアクアが自分を異性として見ていないことを知りつつ、アクアとカップルになった番組の終了後も、彼と交流を続けることを望む。元々アイドル志望だったMEMちょはアクアに勧誘され、ルビー、かなとともにB小町の一員となる。
第4章「ファーストステージ編」（第4巻第33話 - 第40話）
人気ユーチューバーであるMEMの手腕により、新生B小町の知名度は徐々に上がる。鏑木はアクアだけではなくB小町にも興味を抱き、彼のコネでB小町最初のライブステージはJIF（ジャパン・アイドル・フェス）という大きな舞台に決定した。密かなアクアのサポートもあり、JIFのステージはアイドルデビューとして上々の滑り出しとなる。そんな中で、アクアのサポートに気づいたかなはさらに彼を意識し、複雑な感情を抱く。
第5章「2.5次元舞台編」（第5巻第41話 - 第7巻第66話）
鏑木の誘いで、アクアはかな、あかね、また「今日は甘口で」で共演した鳴嶋メルトらと共に、人気漫画「東京ブレイド」の舞台（2.5次元舞台）に出演する事が決まる。「劇団ララライ」のメンバーと共に稽古がスタートするが、あかねは自分が演じる「鞘姫」の原作からかけ離れたキャラクターに戸惑い苦戦する。そんな中、原作者である鮫島アビ子が稽古の見学に訪れるが、脚本に納得できないアビ子は脚本家であるGOAの降板を要求。自ら脚本を描くと言い出し、それが通らなければ許諾を取り下げるという事態になってしまう。アビ子の師匠である吉祥寺頼子やプロデューサーの雷田澄彰のとりなしにより、アビ子とGOAの共同作業による新脚本が完成するが、アクアは稽古中、アイが死んだときのトラウマが蘇って倒れてしまう。そのアクアを介抱していたあかねは、さまざまな状況証拠から、アクアとルビーの実母がアイだということに気がつき、アクアが何をしようとしているのかも察する。舞台の方は、アクアは五反田の助言を得て乗り切り、他の役者の熱演などもあって、結果的に大盛況となる。
第6章「プライベート」（第7巻第67話 - 第8巻第80話）
鏑木の話から、自分たちの父親が舞台関係者にいる可能性があると考えていたアクアは、関係者のDNAを収集し鑑定に出していた。その結果、主演役者の姫川大樹が自分の異母兄であることを知り、彼に話を聞く。すると姫川の父である上原清十郎は妻との心中で既に死去しているという。復讐する相手が既にこの世にいないと考えたアクアは憑きものが落ちたかのようになり、今までの復讐相手を探してきた話をあかねに打ち明けるが、あかねはアクアが重大な見落としをしていることに気がつく。
一方でB小町はMEMの発案により新曲のMVロケに行くことになるが、偶然にもその場所はかつてアクアとルビーが生まれた病院がある宮崎県高千穂町だった。そこでルビーは、アイを殺した人間が、自分が生まれ変わる前に慕っていた病院の「せんせ（先生）」ことゴローをも殺していたことを知り、復讐を願う。
第7章「中堅編」（第9巻第81話 - 第10巻第100話）
アイとゴローを殺した人間の手がかりを求めて芸能界での影響力を強めようと、かつて苺プロの社長だった斉藤壱護の協力も得て、精力的に動くルビーの力によりB小町、そして何よりルビー個人の知名度はどんどん上がっていた。マルチタレントとして順調に活動の幅を広げていたアクアも、壱護の存在に気付いて会いに行く。そこでアクアは物事が起こった時系列的に、「姫川の戸籍上の父である故人の上原清十郎と、姫川、アクア、ルビーの実父は別人である」可能性が非常に高いことを気づかされる。先にそのことに気づいていたあかねは、カミキヒカルという存命の人物がアクア達の実父である可能性が高いと睨む。あかねはアクアを復讐から解放するため自分が決着をつけようとするが、その事に気づいたアクアは、あかねを巻き込まないために彼女との関係を絶つ。
第8章「スキャンダル編」（第11巻第101話 - 第108話）
最近のB小町のヒットはルビーあってのものだとわかっていたかなは悩み、演技の仕事がしたいと考えていた。そんな中で島政則という監督と話す機会を得たかなは彼に誘われ枕営業に及びかけるが、アクアへの想いから思いとどまる。だがその場面を週刊誌記者に撮影されていた。スキャンダル記事の載った週刊誌が出る直前、アクアは記事を取り下げるバーターとして、自分とルビーがアイの隠し子だというネタを渡す。母の名誉を汚したとしてアクアはルビーに恨まれるが、結果としてかなの記事は出ず、「亡き母の遺志を継いで活動する」アクアとルビーの知名度もさらに上がる。
第9章「映画編」（第11巻第109話 - 第15巻第147話）
アクアと五反田は、五反田が監督、五反田とアクアの共同脚本によるアイの伝記映画「15年の嘘（仮）」の企画を鏑木に持ち込む。あかねの行動からカミキの存在に気付いていたアクアは、復讐計画の最終段階に進んでいた。アクア自身は「15年の嘘」に犯人役として出演することになったほか、かな、MEM、あかね、姫川達も出演が決まる。そしてさまざまな人物の思惑が入り乱れる紆余曲折の結果、主演のアイ役にはルビーが大抜擢される。五反田に主演を推されたルビーだが演技の仕事は初めての上、B小町のアイドル活動も多忙を極めて心理的に追いつめられる。ルビーとアクアの仲は悪化したままだったが、ルビーの生まれ変わる前の正体がさりなだと気づいたアクアは、自分がゴローであったことを明かし、復讐のため動くのはルビー（さりな）には似合わないと諭して関係を修復。またアクアは、壱護が事務所に戻るように仕向け、壱護とミヤコはルビーの負担軽減を図る。そんな中で「15年の嘘」の撮影が始まる。やはりルビーは演技に苦戦するものの、五反田の狡猾な誘導や、友情が壊れることも覚悟したかなの追い込みによって「アイ」役にのめり込んでいく。
一方「15年の嘘」には、この映画で描かれている真犯人「少年A」ことカミキヒカルも、スポンサーとして参加していた。
第10章「終劇によせて」（第15巻第148話 - 第152話）
撮影が終わり、役者陣は一時の休暇を楽しんでいた。あかねに焚き付けられたかなは、アクアに対する自分の恋心を彼本人に打ち明ける。そしてアクアだけの「推しの子」になるため、役者として生きることを決めた自分の「B小町」引退ライブを絶対に見に来てほしいと告げる。その後日「15年の嘘」関係者向け初号試写会のあと、アクアはとうとうカミキと直接対面する。
最終章「星に夢に」（第16巻第153話 - 第166話）
カミキは、自分がアイ殺害の真犯人だと告発する映画を見せられても動じなかった。
そこでアクアはアイが自分宛に遺したビデオレターを見せる。その映像の中でアイはかつて自分がカミキとの子を宿した後に彼と別れたのは、カミキを案じてのことだったという事実を告白した。カミキは茫然としたかのように立ち去り、その様子を見ていたルビーに「お前の復讐は終わった」と告げる。一方、「ルビーがアイを超えるアイドルになることは許せない」と、旧B小町のメンバーであったニノこと新野冬子がルビーを殺しにやってきた。しかし、彼女がアイ殺害の共犯者であることに気づいていたあかねや壱護によって取り押さえられ、犠牲は回避される。ひとりカミキと再会したアクアは、二度とカミキがルビーに手を出せないよう、さらにルビーが「殺人者の妹」という汚名を着せられないよう、「告発によって逆上したカミキがアクアを刺し、共倒れになった」という状況を作り、カミキを道連れにして崖から落ちる。後日、アクアの遺体が発見・回収され、皆が悲嘆に咽ぶなかで葬儀が行われる。またしても大切な人を失ったルビーは絶望によりふさぎ込むがやがて立ち直り、数年後にアイが果たせなかった「B小町によるドームライブ」を実現させる。

## 登場人物
担当声優はテレビアニメ版の配役。俳優は実写ドラマ版の配役。

### 主要人物
アイ / 星野 アイ（ほしの アイ）
声 - 高橋李依　演 - 齋藤飛鳥
プロローグ「幼年期」に登場。身長151センチメートル。アイドルグループ「B小町」のセンターでグループの絶対的エース。アクアとルビーの母。芸名は「アイ」と名前部分のみで、「星野」の苗字は死後も非公表になっている。プロローグ（第1章） の終盤で命を落とすが、死後も会話や回想の中に登場し、その喪失感や遺された謎によって他の登場人物たちの行動や感情を突き動かす「不在の中心」として物語に影を落とす。
物語開始時点でグループ結成4年目の16歳。両目に星の光を宿す。メンバーカラーは赤。髪留めについているうさぎのキャラクターがトレードマーク。常に明るくポジティブで、妊娠を隠したまま休業し秘密裏に双子を出産した後も、すぐにアイドルに復帰するバイタリティの持ち主。アクアとルビーは名目上「事務所社長の子供」ということにしている。発達障害の傾向があり人の顔や名前を覚えるのが苦手。
子どもの時に母親が窃盗で捕まり施設に入り、釈放された後も引き取りに来なかったので、そのまま施設で育った。生い立ちが原因で、他人の愛し方がわからず、スカウトの際に斉藤壱護が言った「嘘でも愛してると言えば、そのうち本当になるかもしれない」という言葉がきっかけとなり、アイドルになった。演技力と歌唱力はやや平凡なレベルながら、自分は嘘でできていると、アイドルとしての自分の魅せ方に関して研究し、周囲を引き付けるカリスマ性を発揮する。自身の生い立ちから、賑やかな家庭に憧れていた。
20歳の誕生日当日に予定されていた東京ドームでの公演の当日、ストーカーのリョースケに刺殺されるが、子どもたちのみならず自分を刺したリョースケにさえも慈愛に満ちた態度で接した。ツクヨミの言によると死後の魂は「星と海に還った」とされ、アクアやルビーのように転生することは金輪際ないとされている。
アニメEDでの役名と声優表記は、1期1話のみ一番最初に、それ以降アイが回想シーンやモノローグなどで登場する回では、1期（2話と11話）では一番最後に、2期（20話）ではメインキャストの次の一番最初（MEMちょの後）に表記されている。
アクア / 星野 愛久愛海（ほしの あくあまりん）
声 - 大塚剛央 / 内山夕実（幼少期）演 - 櫻井海音（幼少期：岩川晴）
本作の主人公。身長172センチメートル。アイの熱烈なファンであり出産時の担当医であった雨宮吾郎が、星野アイの息子として転生した姿。ルビーの双子の兄。芸名は子役時代は「アクア」、高校進学直前に芸能活動を再開してからは「星野アクア」。本名で呼ばれることはほとんどない。右目に母親譲りの星の光を宿す。
前世の記憶を有しており、赤子の段階で会話できた。幼児まで成長したころに、撮影現場で五反田監督に気に入られて、苺プロダクションの子役としてデビューする。前世の記憶により精神面では年齢不相応に成熟しているが、一方で肉体年齢が精神面にも強い影響を与えており、自身の心の有り様について思い悩んでもいる。
演技力は平凡だが、コミュニケーション能力の高さや頭の回転の早さを演技に活かす。前世の知識や学力を引き継いでおり頭脳明晰で、高校入試時の学力偏差値70超え。このため入試の際、「偏差値40のうちをなぜ受けたのか?」と教師たちが面接で不思議がっていたほど。
第2章では冷静かつドライな性格になり不愛想であるが、さり気なく相手を気遣うことができる。また、妹に対して過保護気味となり、しばしば「シスコン」と言われる。第2章で妹の付き添いということで陽東高校の一般科に入学する。
自分には才能がないと役者を諦めて、裏方で芸能界に関わろうと五反田監督の下で映画製作の手伝いをしていたが、再会したかなに誘われたドラマ『今日は甘口で』のプロデューサーが父親の可能性があったため、ヒロインに付きまとうストーカーの役で出演する。
プロローグ（第1章） 終盤の事件に実の父親が関与していると推測し、復讐を誓う。アイの交友関係の狭さから父親は芸能界にいるとにらみ、芸能界に関わるため五反田のもとで働きつつアイが遺したスマホのパスコードを4年間かけて解読。そこに登録されていた連絡先からアイとかかわりがあった人物と自分との遺伝子検査を続け、姫川大輝が自分の異母兄であることを突き止めるが、父親である上原清十郎はすでに死亡していることを伝えられる。復讐が終わったと考えそれまで拒絶していた「普通の幸せ」を求めるようになるが、壱護と再会した際に上原清十郎が犯人ではありえないこと、復讐が終わっていないことを知り、復讐の道に戻るべきか葛藤するが、あかねを通して自分の本当の父親であり復讐すべき相手であるカミキヒカルの存在を知り、復讐のためにすべてを犠牲にすることを決意する。
第8章でかなのスキャンダルのバーターとして自分とルビーがアイの子供であることを公表し、同時にカミキへの復讐のための映画「15年の嘘」の企画をスタートさせる。最終章で自分の身を犠牲にしてカミキを倒した。
ゴロー / 雨宮 吾郎（あまみや ごろう）
声 - 伊東健人 演 - 成田凌
アクアの前世。宮崎県西臼杵郡高千穂町に所在する宮崎総合病院に勤務する産婦人科医。さりなからは「せんせ」と呼ばれる。
母親は父親が何者なのかを告げないまま出産後に亡くなっており、母の犠牲と引き換えに生まれてきたことによるネガティブな感情や祖父（祖母とは比較的に関係を築けていた）との確執を拭えず、消極的選択により産婦人科医の道を選んだ。研修先の病院に入院していた天童寺さりなと出会い、娘を見放したような態度を取り見舞いに来ないさりなの両親に対して激しく憤り、さりなに深い同情を寄せる。さりなの死後は、彼女の影響によりアイドル「B小町」のアイのファンになり、さりなを看取った病院に勤務する。
物語の冒頭にて、妊娠中のアイが人目を忍ぶために選んだ病院が偶然にもゴローの勤務する病院であったことから彼女の担当医となり、ファンとしては複雑な心境を抱きつつも素顔のアイに共感し、医師として出産を見守ることになる。しかし、出産に立ち会う直前にアイのストーカーに襲われ、原作第1話の結末で死亡。アイの双子の子供として転生する。遺体は長い間発見されず失踪扱いとなっており、後に第6章「プライベート」で白骨化していたところをルビーとあかねに発見されている。
東京の国立医大卒。デート慣れしており、さりな（ルビー）からは思わせぶりな女たらしという印象を抱かれており、女性トラブルが原因で失踪したと思われていた。
ルビー / 星野 瑠美衣（ほしの るびい）
声 - 伊駒ゆりえ 演 - 齊藤なぎさ（幼少期：斉藤柚奈）
アイの熱烈なファンでゴローの患者であった天童寺さりなが、アイの娘として転生した姿。アクアの双子の妹。身長158センチメートル。
左目に星の光を宿す。兄同様、赤子の段階で喋れる。オタク気質は転生前と変わらず、その性格でしばしば兄をドン引きさせる。一方で天性の演技力の持ち主で、アイのスキャンダルを売ろうとしたミヤコに対して、「神」を演じ脅して従わせた。なおアクアには同じ転生者と知られているが、幼稚園の時にアクアに前世の事を聞かれたときに、「前世（が誰か）なんてどうでもいい」と言って答えるのを拒否したため、転生前が誰だったかは第9章まで互いに知らずにいた。
第2章終盤で陽東高校の芸能科に入学する。第2章では母親であるアイにあこがれていたことから母と同じアイドルになろうとオーディションを受けていたが、アイと同じ目に合わせたくないとアクアが裏で断っていた。地下アイドルとしてスカウトされたことをきっかけに、信頼できない事務所に任せるよりはと、アクアとミヤコの提案で苺プロダクション所属のアイドルとして契約し、アクアが有馬かなとMEMちょをスカウトしてアイドルグループ名を「B小町」とする。メンバーカラーはアイと同じ赤。
快活で純粋な性格であるが、人の好き嫌いが激しく、思ったことをすぐ口に出してしまう。前世の反動もあり、幼児の時点で身体能力が優れていた。その一方で歌については音痴と言えるレベル。「嘘はとびきりの愛」という信念を持っていた母親のアイとは対照的に、「嘘は嫌だ」と常日頃から明言しており、「嘘」に対して強い忌避感を持ち、自身が嘘をつくことも苦手で、他人の嘘には非常に敏感に反応する。
ルビーとしてB小町を再結成した理由には、アイができなかったドーム公演の実現という目標の他に前世で好きだったゴローと再会したいとの思いも動機に含まれていた。第6章「プライベート」でゴローの死を知り、芸能界にいる黒幕を探し出して復讐するという目的を抱いてからは、両目に暗い星を宿すようになり、第7章「中堅編」以降は壱護のアドバイスと手段を選ばないやり方で人気を獲得するようになる。
第8章ではアクアがかなのスキャンダルを潰すために自分たちがアイの子供である情報を公開したことに怒り、アクアを拒絶する。第9章で密かに前世の実家を訪れるが、前世の母親にとっては既に前世の自分の存在が無かったことにされたのを知って絶望してしまい、さらに過密スケジュールによって精神が限界を迎えていたところ、アクアの告白によって彼の前世が雨宮吾郎であると知り、和解すると同時に前世と変わらぬ思いを寄せるようになる。吾郎の言葉によって再び瞳に光を宿した彼女は、アイを超えるアイドルを目指す事を決意、これによってカミキヒカルにとっての最大の標的とも宿命の存在となる。最終章において母親が成し遂げられなかったドーム公演を成功させた。
天童寺 さりな（てんどうじ さりな）
声 - 高柳知葉 演 - 稲垣来泉
ルビーの前世。物語冒頭に登場した時点で故人。アイと同い年でアイを敬愛するアイドルオタク。退形成性星細胞腫を患っており、4歳の時点で余命10年以内と宣告されていた。アイドルへの憧れを命の糧にして、ゴローの勤務する病院で長い闘病生活を送り、ゴローのことを「初恋の人」として慕っていたが、12歳で死去する。
ゴローには何度も結婚を迫り、「さりなが16歳になったら考える」旨の約束を取り付けており、さりなの認識では結婚の約束を交わしたことになっていた。息を引き取る際に、ライブの思い出の品である「アイ無限恒久永遠推し!!!」のキーホルダーを形見の品としてゴローに託しており、後々になって互いを認識するためのキーアイテムとなる。
有馬 かな（ありま かな）
声 - 潘めぐみ 演 - 原菜乃華（幼少期：永瀬ゆずな）
プロローグ「幼年期」から登場。「哺乳瓶を吸ってた頃から芸能活動をしていた」という「年齢=芸歴」の子役出身の役者の少女で、アクアとルビーより1歳年上で、黒川あかねと同じ年齢。子役時代から被っているベレー帽がトレードマーク。身長150cm。本名同じ（苺プロとの契約書の署名欄に「有馬かな」と自筆で署名しており、メインキャラの中では唯一本名での芸能活動をしている）。童顔で可愛い容姿をしており、本人にもその自覚があるが、アイドルとして通用する自信はない。皮肉屋で毒舌家であり、感情が高ぶると強い言葉が出る。周りの演技を綺麗に受ける適応型の演技をする。
子役時代は「10秒で泣ける天才子役」との評判で演技に自信を持っていたが、共演したアクアの監督の意図を理解した演技を見て、「負けた」と言って悔しがる。それ以来、アクアを意識し続けていた。ルビーには「重曹を舐める天才子役」と間違えられたり、面と向かって「造り物のようで好きじゃない」と言われた事もあり、あまり好印象は抱いていなかった。ルビーを「顔だけの女」と言っているものの、仕事で共演したことがあるアイを彷彿させる、ルビーの芸能人としての将来性や可能性は感じている。
第2章では、陽東高校の先輩としてアクアたちと再会。旬が過ぎて仕事が少なくなっているが、その反省で協調性を身に着けて我を通さずに作品の品質貢献に努めている。第2章開始当初はフリーランスで芸能活動をしており、芸能事務所に所属していなかったため、ルビーとアクアからアイドルグループ（後の新生B小町）に勧誘される。当初は断るつもりでいたが、アクアの熱烈な説得に流される形で苺プロダクション所属のアイドルになった。
子役時代に数曲CDを出しているが、オリコン1位を獲得した『ピーマン体操』以外は売れていないので、歌唱力に自信はないと主張する（練習を重ねて第4章の時点ではとても上手い）。しかし、他の2人があまりにも下手なので渋々新生B小町のセンターになった。メンバーカラーは白。ピーマン体操の事は「迷走時代の象徴」「黒歴史」と主張している。
黒川あかねとは同い年で子役時代から付き合いがあるが、自身は子役から成長するにつれて人気が下がる一方、あかねは人気舞台役者として開花したため「絶対負けない」とライバル視している。またアクアとあかねの交際関係が「ビジネス」上のものだということを知るまで、アクアと敢えて距離をおいていた。
「よくわかるエリマキトカゲ」「よくわかるインターネットウミウシ」「よくわかる乳化」等、「よくわかる〇〇」という本を頻繁に読んでいる。
原作担当の赤坂アカの作風に寄せたヒロイン像の人物。作者、読者からの愛称は「重曹ちゃん」。劇中の「B小町」のファンの間でも定着していることがルビーとのやり取りから判る描写がある。
アクアに対して恋愛感情を持っており、アクアとの関係が自身のメンタルに強烈に影響を与えられてしまい、自身の芸能活動にまで及んでしまうほど、アクアに影響されやすい。また、毒舌で捻くれた性格をしているが、新生B小町の活動では、ルビーとMEMちょに対しては、「自身が経験した挫折を2人には味合わせたくない」という気持ちも強く持っている。最終章で女優業に専念すべく、クリスマスライブを機にアイドルを引退。その卒業ライブでアクアに想いを伝えようとするが、アクアは真犯人のカミキを道連れにして死に、ライブに来ることはなかった。
黒川 あかね（くろかわ あかね）
声 - 石見舞菜香 演 - 茅島みずき（幼少期：磯村アメリ）
第3章「恋愛リアリティショー編」から登場。劇団「ララライ」の若きエースで、舞台演劇を中心に活動している女優。初登場時は高校2年生でアクアとルビーより1歳年上で有馬かなと同年齢。身長163cm。本名は黒川 茜（読み同じ）。育ちが良く生真面目な努力家で、アクアを上回る並外れた学力を持つが、演劇の話になると子供のように饒舌になる。5歳の頃から役作りのためのプロファイリングの手法を独学で学んでおり、徹底的な洞察と考察を重ねて演じる役に没頭する才能から、天才役者として称賛を受ける。単行本第12巻の時点で日本映画賞新人俳優賞を受賞。ただし演劇以外の芸能は全くの不得手で、後にルビーから「B小町」に勧誘された際にはやんわりと断っている。完結マンガにおいてはオカルトへの興味と許容も示していた。
第3章では、恋愛リアリティショー「今からガチ恋始めます」（今ガチ）におけるアクアの共演者として登場。当初はリアリティショーに馴染めず、番組ディレクターによる不適切な指示を発端としたハプニングから視聴者の誹謗中傷を浴び、自殺の衝動に駆られ歩道橋から飛び降りようとするが、MEMちょからの通報を受けて追っていたアクアに阻止される。さらに誹謗中傷の鎮静化にも尽力してもらった彼に好意を抱き、リアリティショー番組の最終回で番組公認の恋人同士となる。先述した高いプロファイリング能力に加え高い洞察力分析力を持つため、アクアの心が自分の方には向いていないことや、アクアが母親を殺害した黒幕を探し出すためにあかねの才覚を利用しようとしていることには気が付いているが、偽装カップルという立場には甘んじつつ、仕事上の共演者としても復讐の協力者としても寄り添うパートナーであろうとする。アクアが復讐を成し遂げるためなら、自分は破滅することになっても構わないという危うい気持ちでいるが、「恋愛は依存ではなく互いが自立した関係でなければならない」とも考えており、アクアが復讐のため自ら破滅しそうなことや、実際の事件をモチーフにした映画で芸能界を復讐に巻き込むことについては考えを異にする。第7章「中堅編」ではカミキヒカルの情報にも独力で辿り着き、アクアの手を汚させないよう独断で復讐を進めようとし、第9章「映画編」では、アクアが差し違えてでも復讐を進めようとしないよう、彼を止めようとする立場を選ぶ。最終章で防刃ベストを着用してルビーに変装し囮となり、ニノの拘束に成功する。
アクアを巡る恋敵であり、子役時代からライバルの女優でもある有馬かなとは、内心では互いの実力を認め合いつつも、顔を合わせれば口汚く罵り合う犬猿の仲。元々あかねが役者を選んだのは子役時代のかなへの憧れがきっかけで、（本人は否定しているものの）面倒な「元ファンの反転アンチ」としての複雑な感情も抱く。アクアを生に繋ぎ止めるためもあり、「自分が認めた相手」であるかなとアクアの恋愛を進展させようともした。
作画担当の横槍メンゴのダークな作風に寄せたヒロイン像の人物であり、横槍いわく、仮に赤坂が本作の原作者から降板するようなことになったとしても、あかねは動かすことができるとされる。第3章のクライマックスで描かれた、それまで地味で目立たない人物のように描かれてきたあかねが誹謗中傷を乗り越えて豹変し、演技に対する狂気じみた役作りを見せる様子や、演技でアイの言動を完全再現してアクアを動揺させる場面は、物語のハイライトにもなっているが、原作者の赤坂によれば、この展開は最初から予定されていたものであるとされる。
MEMちょ（めむちょ）
声 - 大久保瑠美 演 - あの
第3章「恋愛リアリティショー編」から登場。ユーチューバー。身長155cm。芸名は「MEMちょ」だが、単に「MEM」と呼ばれることもある。本名は最後まで明らかにされなかった。小柄で可愛らしい容姿で、頭に悪魔の角のような形のカチューシャをほぼ常時着けている。一見ゆるふわな性格だが、実際は周りの状況を客観的に見ることができ、更には冷静な判断力と行動力を持つかなりの切れ者で、ネット上のマーケティングとセルフプロモーションで人気を上げた、自称「バズりのプロ」。
初登場時は公称18歳の高校3年生だったが、実年齢は25歳で7歳もサバを読んでいた（作中では「盛った」という言い方で表現されている）。元々B小町のアイ推しのアイドルオタクで、アイドルを目指しオーディションを受けていたが、高校3年生の時に母が倒れ、母子家庭だったため休学して弟たちの学費を稼いでいた。その甲斐あって弟たちを無事大学進学させ母も体調が回復するが、その時には23歳になっており、アイドルオーディションを受けられる年齢ではなくなってしまう。代替として配信を始めるが、高校休学中だったため現役女子高生を名乗って配信をしたら、予想以上に人気が出て引っ込みがつかなくなったまま活動を継続する形となっていた。
恋愛リアリティショー番組「今からガチ恋始めます」（今ガチ）でアクアやあかねと一緒に共演者として登場。番組終了後、アクアに勧誘されて「B小町」に加入し、一度は諦めていたアイドルの道を歩み始める。原作者の赤坂は、最初は第3章限りのゲストキャラクターとなる予定であったが、赤坂のネームから膨らませた横槍のキャラクターデザインを赤坂が気に入り、第3章でアクアに向けて発した「私たち目線の今ガチをやりたいんだ？」という言葉をきっかけに、赤坂は「B小町」に必要な人材と認識して、その後の展開とも噛み合うことからレギュラーキャラに、さらにはメインキャラの1人に昇格されたとされる。
「B小町」加入後は年長者としての人生経験や、ユーチューバーとして培ったネットの分析力を生かし、B小町のプロデュースに貢献したり、一歩引いた立場から周囲の人間関係の潤滑油役を担い、特にアクア・あかね・かなの三角関係には気を揉んでいる。メンバーカラーは黄色。歌はルビーよりは上手いがヘタウマの部類。
アイドルオタク同士でルビーとは仲がいい。アクアの事は「アクたん」、有馬かなの事は「有馬ちゃん」と呼ぶ。
アニメの公式ホームページではVtuberとして登場しており、アニメやイベント関連の最新ニュース等を動画で定期的に伝えており、アニメ1期が終了した後も継続して定期配信が行われている。

### 苺プロダクションの関係者
斉藤 壱護（さいとう いちご）
声 - 江川央生 演 - 吉田鋼太郎
プロローグ「幼年期」から登場。アイが所属する苺プロダクションの創設者で、「苺プロ」の名前は自身から採られている。ちょび髭・茶髪・サングラスが特徴のいわゆる「チョイ悪」風の容姿の中年男性。孤児であったアイの身元引受人でもあり、アイが妊娠した際には付添人としてゴローが勤務する病院を訪れている。
アイの「愛しているという嘘がいつか本当になる」という信念は彼がアイをスカウトした時の言葉がきっかけ。自分が育てたアイドルを東京ドームで公演させるのが夢で、アイ存命時代のB小町をその直前まで導いたのは彼の手腕によるところも大きかったとされるが、アイに対する誹謗中傷や嫌がらせを行ったB小町の他のメンバーを容赦なく解雇したことから、B小町のメンバーからは「アイを露骨に贔屓している」と逆恨みもされていた。ドーム公演の夢が叶うはずの当日に起きたアイ殺害事件後に失意のまま失踪し連絡を絶つ。
第2章以降では世捨て人のように生活する一方、失踪先で独自にアイを殺害した黒幕に復讐する準備を進めている。アクアやルビーが、アイの殺害を教唆した黒幕へ復讐する動きには、協力もやぶさかではなく、第7章「中堅編」では自分を探し出し訪ねてきたルビーがテレビ業界でアイドルとして活躍するためのプロセスを教授し、第8章「スキャンダル編」の結末では、アクアから映画『15年の嘘』を通じた復讐への協力を求められている。第9章「映画編」で、アクアに誘い出されたことでミヤコと再会。ミヤコに捕まり半ば脅迫されつつ、苺プロダクションに復帰する。バイトという名目で掃除などをさせられる一方、事務所全体の経営やルビーのプロデュースをミヤコに代わって再び取り仕切るようになる。
斉藤 ミヤコ（さいとう ミヤコ）
声 - Lynn 演 - 倉科カナ
プロローグ「幼年期」から登場。壱護の妻で苺プロダクションの社長夫人。第2章以降は失踪した壱護に代わって苺プロの社長に就任している。大学生時代に地方から上京後、キャバクラ嬢、ラウンジ嬢をしていた経験があり（いわゆる「港区女子」）、プチ整形に予算をつぎ込んでいる。モデルやレースクイーンなどの経験もあり、雑誌のグラビアに出たこともあったが、芸能人としてはあまり成功せず、その時に壱護から裏方の仕事に誘われ、苺プロに入社した経緯を持つ。年齢は作中では明らかにされないが、壱護とは歳が離れているようで、第2話でアイから「奥さん若いよね」と言われている。
アイの仕事中はベビーシッター扱いで、アクアとルビーの面倒を見ることにストレスと不満を感じ、アイに隠し子がいるという情報を週刊誌に売ろうとしたが、2人が大人同様に言葉を話し、自らを神の化身であると言ったのを信じ良いように使われるようになる。アイの死後、身寄りが無くなったアクアとルビーを「私はあなた達を自分の子供のように思っている」と言って引き取り、2人の育ての親となる。
物語開始当初は美少年の芸能人に近づくために壱護と結婚し、あわよくば芸能人との再婚を目論んでいたり、ホストに嵌っているなど、打算的な人物のように描かれるが第2章以降は打って変わり献身的で有能な苦労人という役割を担い、2人の親として、また苺プロの現社長として責任ある立場を全うしようと奮闘する。新生B小町の芸能活動については、マネージャーも兼務し仕事現場に帯同することも多い。「同じグループ内の他のメンバーの悪口を言う人間を雇う事務所ではない」という苺プロの思想は、夫である壱護の考えを受け継いだもの。
もともと自分はマネージャー・現場向きで、ルビーの人気が爆発してからの対応に苦慮、総括として事務所全体を見るのには向いていない事も吐露していた。第9章「映画編」で壱護と再会し、彼が語った「自分が育てたアイドルを東京ドームに送り出す」という夢を自分は諦めていないと言って詰め寄り、壱護を苺プロダクションに連れ戻す。事務所全体の統括は壱護に任せ、自分はアクアとルビーのマネジメントに専念する。

### ルビーのクラスメイト
寿 みなみ（ことぶき みなみ）
声 - 羊宮妃那
第2章「芸能界」から登場。ウェーブヘアでGカップの胸を持つグラビアアイドル。見た目そのままのおっとりとした性格で、入学初日に隣同士の席になったルビーと友達になる。生まれも育ちも神奈川だが、ノリでエセ関西弁を使っている（アニメではやや京都弁寄りの喋り方をしている）。
第5章「2.5次元舞台編」では、アクアの稽古現場を見学しようとするルビーに（無理強いされて）同行し、鴨志田朔夜にナンパされ困っていたところを、鳴嶋メルトに助けられる。
不知火 フリル（しらぬい フリル）
声 - 瀬戸麻沙美 演 - 渋谷凪咲（写真のみ）
第2章「芸能界」から登場。登場時点で既にトップスターの地位にある、歌って踊れて演技もできるマルチタレントで、美少女の代名詞的存在。黒髪のワンレングスで口元に黒子がある。
自分自身にはコメディエンヌの適性があると思っており、ルビーやみなみ等親しい友人等の前では、随所に独特な感性を混ぜ込んで喋る面白い性格の人物として振舞うが、そうした本来の性格が自分のファン層には受けないという理由から、テレビ番組に出演する際には清楚でクールなキャラを演じている。アクア・あかね・MEMちょが出演していた「今ガチ」をリアルタイムで視聴していた。その中でも特にMEMちょ推しで、「映画編」でMEMちょと初めて直接対面した時には、ファン心理丸出しで接している。
本作の原作者・赤坂アカの作品『かぐや様は告らせたい〜天才たちの恋愛頭脳戦〜』に登場するキャラクター「不知火ころも」の実妹。また、同じく赤坂が原作を担当する漫画『恋愛代行』の第1話でも、話題作の主演女優として名前が挙がる場面がある。

### 俳優・タレント
鷲見 ゆき（すみ ゆき）
声 - 大西沙織 演 - なえなの
第3章「恋愛リアリティショー編」に登場。恋愛リアリティショー番組「今からガチ恋始めます」（今ガチ）の共演者で、ファッションモデルの高校1年生。セミロングの黒髪の清楚な容貌。一方でやや小悪魔的な性格であり、立ち回りの上手さから番組が進むにつれ「今ガチ」の中心的人物となる。
原作者によると、第3章の終盤で明かされるあかねの秘密から読者の注目を逸らすための作劇上の役割が与えられていたとされ、当初は二心持った悪役であるかのように見せかける意味深長な描写がなされた。
あかねとは仲が良く、番組内で見せ場を作るためにあかねが演技をしていることもわかっていたが、撮影直前にあかねに行ったネイルが原因で頬に引っ掻き傷を負ってしまう。自身は全く気にしていなかったものの、これが原因であかねは誹謗中傷の嵐に見舞われ、自殺未遂まで起こしてしまった。それを深く気にしており、あかねが警察に保護された時は、「相談してよ」と泣きながらあかねの頬をひっぱたく。以降はそれまで以上にあかねとの仲が深まった。
「今ガチ」の番組終了後は、世には公にせず、番組の共演者だった熊野ノブユキ（声 - 大野智敬 演 - 柊太朗）と交際している。第5章「2.5次元舞台編」では「今ガチ」共演者であるノブユキ、森本ケンゴ（声 - 坂泰斗）とともに再登場し、MEMちょと共にアクアとあかねが出演する舞台を観劇する。
ぴえヨン
声 - 村田太志 演 - 野田クリスタル
第3章「恋愛リアリティショー編」から登場。ひよこの覆面を被った「覆面筋トレ系ユーチューバー」。小中学生に大人気の、苺プロダクションの稼ぎ頭で年収は1億円。覆面をしている時にはアヒル声で喋る。
第3章で登場した際には新生「B小町」の最初のコラボレーション先としてグループの立ち上げに協力する。第4章「ファーストステージ編」で再登場した際には、アクアが扮した偽者のぴえヨンと休暇旅行先から連絡を取り合う形で、B小町のレッスンに助言を行う。
鳴嶋 メルト（なるしま メルト）
声 - 前田誠二 演 - 簡秀吉
第2章「芸能界」から登場。高校1年生。役者・俳優・モデル。顔や声が良いことからプロデューサーの鏑木雅也からは気に入られているが、大根役者でとても演技が下手。かつて中学生時代に上級生から強引に関係を迫られたことから自分がモテることを自覚し、適当に生きていても周囲が持ち上げてくれる環境に染まったまま芸能界に入ったという経歴を持つ。
第2章ではWebドラマ『今日は甘口で』（今日あま）で、有馬かなと共に主演を務める、演技が下手で態度の悪い新人俳優として登場。Webドラマ最終話のクライマックスとなる場面でも緊張感のない演技で共演者のかなを落胆させるが、ドラマ最終話の悪役として参加したアクアの挑発に乗せられる形で迫真の演技を見せ、自身は困惑しつつも最終話の見せ場を成功させる。
登場時にはあまり重要でない端役のように描写されるが、第5章「2.5次元舞台編」ではサブプロットの主人公的な役割を与えられて再登場し、2.5次元舞台『東京ブレイド』で再びアクア、かなと共演することとなる。再登場時には過去の自分を反省し、自分が最初から本気で取り組めば『今日あま』はもっと良い作品になったはずであったという悔恨を抱えており、役者としての成長を見せることで、かつて失望させてしまった『今日あま』原作者・吉祥寺頼子の評価を挽回しようと奮闘する。がむしゃらな鍛錬を重ねても埋まらない共演者たちとの技量差に苦しみつつも、見せ場を絞って努力の成果と感情を乗せるというアクアからの秘策を授けられ、舞台を盛り上げることに貢献する。
鴨志田 朔夜（かもしだ さくや）
声 - 小林裕介 演 - 郷馬健太郎
第5章「2.5次元舞台編」に登場。プロデューサーの鏑木が斡旋した俳優。22歳。普段は不真面目な態度の女好きだが、2.5次元舞台で演じた経験が豊富で、漫画やアニメの内容を現実の舞台で再現する技術に定評がある。鳴嶋メルトを主人公としたサブプロットにおいて、共演者のメルトと反目し合うライバルの役回りを演じる。
姫川 大輝（ひめかわ たいき）
声 - 内山昂輝 演 - 山下幸輝
第5章「2.5次元舞台編」に登場。本名は上原大輝（うえはら たいき）。19歳。「劇団ララライ」看板役者。2.5次元舞台『東京ブレイド』の主人公役で出演する。
月9主演俳優経験もあり、数々の賞を受賞している。養護施設出身で施設を出た後は劇団ララライの代表である金田一敏朗に面倒を見てもらっていた。
アクアによるDNA鑑定によりアクアとルビーと姫川は異母兄弟だということを知らされ、その際に自身の家族に何があったかを語る。
父親は上原清十郎で母親は姫川愛梨。両親共に役者で、大輝が5歳の時に心中している。
上原 清十郎（うえはら せいじゅうろう）
演 - 渋江譲二
第6章「プライベート」に名前と姿が登場。故人。姫川大輝の（戸籍上の）父親。売れない役者であったが、才能のある芸能人の女性と関係を持ちたがり、才能がない劣等感を紛らわせていたとされる。アイが新居に転居する前、姫川大輝が5歳の時に、妻であり大輝の実母である姫川愛梨と無理心中したとされる。
アクアは姫川大輝とのDNA鑑定の結果から、上原が母親は違うが星野兄妹の血縁上の父親であり、アイの殺害を教唆した黒幕であったという誤った結論にたどり着き、自分の復讐相手が既に死んでこの世にいないと思い込んだため一時的に復讐を打ち切った。この時にはアクアの目の中の星が無くなってしまい、性格も別人のように穏やかになり、アクアは復讐に捕らわれずに自分自身の人生を生きようとしたが、実際にはアイが転居した時点で上原は既に死亡しており、リョースケに転居先の情報を提供したのは上原ではあり得ないため、黒川あかねや斉藤壱護はアクアの推理に矛盾点があることに気が付く。
姫川 愛梨（ひめかわ あいり）
演 - 片山萌美
姫川大輝の母で上原清十郎の妻。朝ドラ主演経験もある女優。清十郎との心中事件により死去。
小児性愛者で、当時11歳だったカミキヒカルと性的関係を持っており、姫川大輝はカミキとの間にできた息子だが夫の清十郎の息子と偽っていた。
吉住 未実（よしずみ みみ）
第7章「中堅編」に登場。吉住シュンの妹。コスプレイヤー兼Vチューバー。Vチューバー名は「鈴音コミミ」。主にゲーム実況を行っている。中学生のころから引きこもってコスプレ配信をしていたが、将来を心配した兄の勧めで当時流行り始めだったVチューバーとなり、兄のマネジメントの甲斐もあり個人勢でありながら登録者数は30万という人気を誇っている。口が悪く、裏垢で兄の悪口を書いていたり、過去のコンプラ的にアウトな発言等が発掘されて一時活動休止に追い込まれてしまう。ルビーから「B小町」に勧誘されるが、有馬かなからは「キャラが被る」と思われており、彼女がB小町の脱退を真剣に考え始めるきっかけとなる。
メイヤ
第7章「中堅編」に登場。アダルト系コスプレイヤー。「深堀れ☆ワンチャン!!」のコスプレ番組にルビーの紹介で出演するが、直前でのコス変更やセクハラ質問をされたことをネットでリークして番組を炎上させる。番組側からの謝罪を拒絶していたが、ルビーの企画した今回の炎上をテーマとした番組で漆原からの謝罪を受け入れ和解する。
以前にも同じようなことを何度かしており、ルビーが意図的に番組を炎上させるために声をかけていた。
高峯（たかみね）
名前が特定できる形で登場するのは第9章「映画編」から。旧「B小町」結成メンバーの1人で愛称は「たかみー」。映画『15年の嘘』では黒川あかねが演じる。他のメンバーの生活習慣などに注文をつけては、その相手が「自分がいなければ何もできない」という趣旨の発言をする癖があった。新野を引き連れ、子連れで映画の撮影を見学に来ている。

### 芸能界のスタッフ・クリエイター
五反田 泰志（ごたんだ たいし）
声 - 加瀬康之 演 - 金子ノブアキ
プロローグ「幼年期」から登場。映画監督。見た目は怖いが、実家暮らしの子供部屋おじさん。
アイが出演するTVドラマの撮影時、撮影現場にいたアクアを気に入って、アイとともにアクアを映画に出演させ、アクアが役者になるきっかけを作った。アイからはB小町のドキュメンタリー映画撮影を頼まれ、また成長したアクアとルビーにあてたビデオレターを預けられるなど信頼されていた。またアクアの弟子入り志願を受け入れ、映画製作の手伝いをさせている。アクアとルビーがアイの子供であることを長年の付き合いから勘づいている。
アイとアクアが出演した映画は映画賞にノミネートされ、他の映画も何度もノミネートされているなど監督としての実力はあるが、良くも悪くも映画作りに純粋で「売れる映画」にすることは二の次に考えるため（アクアに言わせると「たまたま映画の撮れるただのでっかい子供」）、低予算映画やTVドラマの監督に留まっている。
アクアと共に映画『15年の嘘』を企画・脚本し、監督を担当。アクアの死後、事件の影響で『15年の嘘』の公開見送りの意見が出たときは、アクアの遺作を絶対にお蔵入りにはしないと主張。結果として映画は公開され、この作品の影響でメジャー監督の仲間入りをする。
島 政則（しま まさのり）
演 - 青柳翔
第8章「スキャンダル編」に登場。 通称「シマカン」。映画賞を受賞し勢いに乗っている映画監督。既婚者だがプレイボーイとして知られており、妻とは互いに不干渉という合意の元、仕事相手のことをよく知るための手段と称し、出演者と性的関係を結んでいる。
有馬かなにとっては演技に関する価値観が合う人物で、仕事上では気が置けない関係だがプライベートでは気が許せない間柄。第8章ではかなに対し、役のオファーと引き換えに性交渉を求めたが、アクアのことを諦められず忘れられないかなに拒否される。だがその後ひたすらアクアのことを（名指しはさけつつも）愚痴り続けるかなに興味を持ち、仕事のオファーを約束した。その時島のマンションに出入りするかなの姿はパパラッチに撮影されてスキャンダルを起こしかける。第9章ではかなに「好きな男の髪の毛を料理して美味そうに食べる」ヤンデレ女性の役を斡旋し、さらに別の役の仕事も用意すると語っている。
鏑木 勝也（かぶらぎ まさや）
声 - てらそままさき  演 - 要潤
第2章「芸能界」から登場。所属フリーの番組プロデューサー。冷笑的で恩着せがましい態度の拝金主義者だが、恩の貸し借りで築いた幅広い人脈と芸能界の知識、そして粘り強い交渉力を持っており、（五反田による人物評によれば）並外れた情熱家。旧「B小町」時代に既にプロデューサー業をしておりキャリアも長い。外見至上主義で、特に容姿の優れた芸能人には手広く恩を売っており、「鏑木組」と呼べるような人脈を築いている。一方で製作側の都合を優先しすぎた酷いクオリティの企画を手掛けることもあり、あちこちで反発も買っている。実際にはプロデュース業ではなく、映画監督になりたくて芸能界に飛び込んだ過去を持つ。
アイの遺品であるスマートフォンに入っていた連絡先の一人で、当初はアイ殺害教唆の容疑者候補としてアクアから目星をつけられていた。DNA鑑定により無関係な人物と判明した後も、アクアに次々と番組や企画の斡旋をし、アクアに芸能界のシステムやアイの情報を小出しに教えつつ、さまざまな人物を引き合わせ、アクアが芸能界に人脈を広げる足掛かりとなる。B小町にも興味を持っており、本来結成直後のアイドルグループでは出演することはほぼ不可能な大型アイドルイベント・JIFへの出演を斡旋している。
アイとは雑誌のモデルの仕事を斡旋したことで知り合い、かつては自身も「劇団ララライ」に在籍していたことがあり、その縁でアイの他の仕事の斡旋、ララライのワークショップを紹介、営業先や事務所に内緒で彼氏に会うお店を紹介するなど、様々なサポートをアイに対して行っており、アイとカミキヒカルを引き合わせた張本人である。
五反田とアクアが持ち込んだ企画『15年の嘘』のプロデュースを担当。同作で描かれる「犯人」がカミキヒカルのことだと気づく一方、同作を製作するためカミキをスポンサーとして招いた。映画が失敗したら業界にいられなくなるほどの無理をして『15年の嘘』プロデュースを行うが、その理由はアイとカミキを合せたことの贖罪があるのではと五反田は考えた。アクアの死後、映画を公開すべきか議論になったときは五反田に同調し、自分が責任を負うとして一般公開に踏み切った。
雷田 澄彰（らいだ すみあき）
声 - 鈴村健一 演 - 中村蒼
第5章「2.5次元舞台編」に登場。イベント運営を手掛ける会社『マジックフロー』の代表。35歳。仕事に情熱的で、性格も社交的で明るい。総責任者として、2.5次元舞台「東京ブレイド」を企画する。しかし原作者のアビ子や脚本家のGOAに振り回され、気苦労が絶えない。
自分の立場を、作品に関わる大勢の関係者の仕事を守る仕事であり、原作者や出版社に対して弱い立場にあると考えている。原作者と脚本家が自分を仲介せず直接やり取りを行うことについては、良い方向に転んでも悪い方に転んでも、仲介者である自分がコントロールできない事態になりがちであるという否定的な見解を持っているが、アビ子とGOAの対立が深刻なものとなり、これ以下はない最悪の状況からの破れかぶれの策として、直接の対話に同意する。
漆原（うるしばら）
第7章「中堅編」に登場。アクアが出演するWeb番組「深堀れ☆ワンチャン!!」のディレクター。「最近のテレビ番組は表現規制やコンプライアンスでつまらなくなる一方」「規制の中で面白いものは作れるのは、この場にいない天才だけ」という考えを持っており、地上波にできない危うい番組作りを求め、結果として番組を炎上させてしまう。仕事を失いかねない状況になるが、番組の炎上自体を番組で自ら取り上げるというルビーの企画に乗り、鞘姫の自作コスプレで謝罪し和解して事なきを得る。
吉住 シュン（よしずみ シュン）
第7章「中堅編」でアクアが出演するWeb番組「深堀れ☆ワンチャン!!」のアシスタントディレクター（AD）として登場。番組の炎上騒動をうけてADを続けることに限界を感じ、第7章の結末で苺プロダクションに転職し、ルビーのマネージャーになる。
GOA（ゴア）
声 - 小野大輔 演 - 戸塚純貴
第5章「2.5次元舞台編」に登場。脚本家。29歳。熱心な仕事で評価されており、最新の舞台装置を用いた演出にも長けている。2.5次元舞台『東京ブレイド』の脚本を担当するものの、業界の慣習に阻まれて伝言ゲームのような形で伝えられる原作者のアビ子の意向をうまく汲むことができず、脚本から下ろされそうになる。アクアが仲裁のために動いた結果、アビ子と意気投合して合同作業による脚本を完成させるが、難しい演技を要求される先鋭化したものになったため、雷田や役者らを困惑させる。
アネモネ・モネモネ
声 - ゆかな 演 - 石井杏奈
第6章「プライベート」に登場。MEMちょと親しい間柄のインスタグラマー兼映像クリエイター。作詞作曲家ヒムラが創作したB小町の楽曲「STAR☆T☆RAIN」「POP IN 2」（実写版では「トワイライト」）のミュージックビデオを撮影する。宮崎県高千穂町在住で、撮影スタジオはかつてゴローとさりなが亡くなりアクアやルビーが誕生した病院から近い距離にある。ゴローの死を知ったことで両目に暗い星を宿したルビーから強いインスピレーションを受け、MVを動画再生数2000万回以上を叩き出す傑作として仕上げる。
天童寺 まりな（てんどうじ まりな）
第9章「映画編」から登場（ただし、それ以前から雨宮吾郎（アクア）や天童寺さりな（ルビー）の回想で人物像の一端は明らかになっている）。天童寺さりなの実母で広告代理店に務めている。かつてはスケートの選手だった。
数十年前、愛情を注いでいた一人娘のさりなの病気が発覚したことで精神が崩壊し、さりなを宮崎の病院に預けて心の回復に務めた。
その後は現実逃避をするかのように仕事に没頭。やがてさりなからも目を逸らすようになり、最終的には死に目にも会わず、電話越しで娘の訃報を聞いた。この経緯から、ゴローからは冷酷な母親として憎まれており、アクアとして再会した際には冷ややかな目を向けられている。現在は夫と、さりなの死後に授かった2人の子供と共に暮らしている。

### 漫画家
劇中劇の原作となっている劇中漫画の原作者たち。
吉祥寺 頼子（きちじょうじ よりこ）
声 - 伊藤静 演 - 安達祐実
第2章「芸能界」から登場。『今日は甘口で』の原作者。「今日あま」の実写化の出来にあたっては思うところがあったが、持ち前の演技力で良い最終回にした有馬かなには感謝している。
第5章「2.5次元舞台編」では、2.5次元舞台「東京ブレイド」の原作者、鮫島アビ子の漫画の師として再登場し、アビ子と出演者たちとの橋渡し役として様々な助言をする。メルトに対しては『今日あま』でのひどい演技へのわだかまりから冷たくあたっていたが、舞台でのメルトの懸命な演技を目にして涙した。
第9章「映画編」ではアクアに脚本構成の指導をする役割でアビ子と共に再登場する。
鮫島 アビ子（さめじま アビこ）
声 - 佐倉綾音 演 - 志田未来
第5章「2.5次元舞台編」に登場。『東京ブレイド』の原作者。吉祥寺頼子を師匠と慕っている。クリエイターとしての我が強く、他者とのコミュニケーションが苦手で、頼子からは「他者と解りあいたいけどそれができずに苦しんでいる」と分析されている。
舞台化にあたってキャラクターの改変を許さずに現場との意見の擦り合わせで衝突するが、頼子や雷田の説得を受けGOAとの共同作業による脚本を完成させる。
第7章「中堅編」では、アクアやルビーが出演する番組「深堀れ☆ワンチャン!!」の取材を受ける形で再登場し、第9章「映画編」ではアクアに脚本構成の指導をする役割で頼子と共に再登場する。

### 敵キャラクター
菅野 良介（すがの りょうすけ）
声 - 田丸篤志 演 - 杢代和人
プロローグ「幼年期」に登場。都内在住の大学生。ストーカーと言えるほどの熱狂的なアイのファン。アイが自宅に飾っていた星砂の瓶は彼がファンとして贈ったもの。
どこから情報を仕入れたのかアイの妊娠に激高し、アイの担当医のゴローを崖下に突き落として殺害。それから数年後、やはり情報を仕入れ今度は新居に越したばかりのアイを刺殺する。「応援していた自分のことなんて覚えていないだろう」とヤケになっての凶行であったが、名前を記憶することが苦手なアイですらリョースケの名前もプレゼントを贈られたことも記憶していたため、それにショックを受けて自殺する。
アクアの推理では、実行犯であるリョースケとは別に黒幕である教唆犯がおり、そこからアイの入院先や転居先の情報を得ていたとされる。
映画『15年の嘘』の台本には彼の役名は「貝原亮介」となっていたが、これは仮名であり、上記の名前が本名であるというようなことがアクアから仄めかされている。
ニノ / 新野 冬子（にいの ふゆこ）
演 - 酒井唯菜
名前が特定できる形で登場するのは第9章「映画編」から。旧「B小町」結成メンバーの1人。映画『15年の嘘』では有馬かなが演じる。アイに対して「愛情（信仰）と呼べるほどの憎しみ（嫉妬）」を抱いており、映画でもアイに散々言う「訣別」の場面が重要なシーンとして取り扱われている。
カミキヒカルと連絡を取り合っており、映画の撮影を見学に来たときにも様子を報告している。最終章でナイフを持ってルビーを殺害しようとするも、防刃ベストを着用してルビーに変装したあかねが立ちふさがり、壱護に取り押さえられた。そこで自身がアイドル現役時代から菅野とは「繋がっていた」恋人関係であったことが明かされた。
カミキヒカル / 神木 輝（かみき ひかる）
声 - 宮野真守 演 - 二宮和也（少年時代：黒川想矢）
第6章「プライベート」から登場。神木プロダクションの代表取締役で、元子役。アクアが仇として探し求める星野兄妹の実父にしてアイの殺害を教唆した真の黒幕。アクアは自分達の実父が黒幕である事は気づいていたが特定には至っておらず、第7章であかねがカミキヒカルを探り当てた事で、カミキが黒幕であると確信し復讐の決意を新たにする。
アイから見ても「ルッキズムの源」と連想させる容姿を持ち、表向きは物腰穏やかで常に笑顔を絶やさず、悩んでいる人間にも優しくかつ的確に助言できる好青年で、あかねも「彼との出会いが、アイの破滅的行動を改善させた」と推測していた。しかし現在の彼の本性は「"アイを超え得る者"、"自らが価値を見出した存在"が滅びゆく様」に悦びを感じるサイコキラーであり、行動原理はそれらの殺人によって自身の記憶にあるアイの存在を積み重ねて自己の欲を満たす事が目的である。そのカリスマ性を持って周囲に同様の思想を伝播させていた。その上で自身に疑いが掛からないよう立ち回り、時には平気で他人をスケープゴートにして諸共始末する狡猾さも併せ持っているが、それらを「嘘」によって他人を操る事で自身には捜査が及ばない様にしていた。ニノによれば「彼がしたことは"アイの事を忘れない様に話をしてくるだけ"」とのこと。
第9章「映画編」の冒頭では、彼に相談を持ち掛けてきた女優・片寄ゆらを登山中の転落事故に見せかけて、これも他者への教唆によって殺害している。最終章にて「アイを超えるアイドル」となろうとしていた実娘ルビーを殺害を目論む、これはツクヨミによれば「彼にとっての宿命」であった。またツクヨミの言によれば「かつては気高さを持っていた」ようだが、作中ではそれは既に失われ魂は壊れているとのこと。第9章での映画撮影によって判明してる時系列では、アイとの関係性にすれ違いが生まれた後に上原への暴露、その後上原夫妻死亡、葬儀後にアイと別れたため、魂が壊れた正確な時期は不明。
かつては劇団ララライに所属しており、11歳にして姫川愛梨と関係をもち大輝を、15歳でワークショップで訪れたアイと関係を持ち星野兄妹をもうけている。アクアの推理によれば、そのことや居場所をリョースケに伝え間接的にゴローとアイを手に掛けたとされる。最終章でアクアの策と自己犠牲により海の中に転落した。その後は警察の取り調べにより余罪も明らかになった。

### その他
ツクヨミ
声 - 木野日菜
第6章「プライベート」から登場。幼い少女の外見をした謎の人物で、本名は不明。カラスの群れを引き連れてアクアやルビーの前に時折現れ、皮肉めいた口調で意味深な言葉を投げかける。
アクアとルビーが転生者であることを知っており、前世の家庭環境や死の状況、アイの魂の死後の行方について知っている。アクアとルビーに「役目」を果たすことを促し、彼らが何らかの意味があって選ばれた者であることをほのめかす。生まれ変わる前は、さりなとゴローが助けたことがあり、その後も二人を見てきたカラスであったことが示唆されている。
第9章「映画編」で再びアクアと接触、彼自身から語られた彼の正体は「死者の魂を赤子の体に移す術を持つ者」で、魂を持たずに生まれたアイの双子に、その出産前に死亡していたゴローとさりなの魂を転生させた張本人である。「月の光と共に人を導き運命を司る存在」。
しかしアクアの挑発に乗せられる形で映画『15年の噓』にアクアとルビーの子供時代を演じる子役として出演することになり、以降は芸名として「ツクヨミ」を名乗る（アニメでは第2期最終話である24話の段階で既に「ツクヨミ」の名前でのキャストストクレジットがされている）。演技力は五反田から見ても納得出来るレベルで高いが、ツクヨミ本人曰く自身は「芸能を司る存在」ではないとのこと。
星野 あゆみ（ほしの あゆみ）
演 - 剛力彩芽
第9章「映画編」から登場（ただし、それ以前からアイの科白などで人物像の一端は明らかになっている）。アイの実母でアクアとルビーの血縁上の祖母。自身と交際していた男性が当時8 - 9歳のアイに色目を使い始めたことに激しく嫉妬して娘に虐待を加えた過去があり、また同じ事を繰り返さないために自身が「けちな窃盗」で捕まったのを機に、施設に入ったアイとの接触を断っていた。
このような経歴により、あかねからは「虐待の末に娘に見限られた母親」と評されている。実写版ではアイの回想のみの登場となっている。

## 設定

### 本作中で登場するキーワード
スター性 / 人を騙す眼
嘘を真実だと信じさせる説得力。カメラが向いた時の眼から感じられる「目力」として認識され、瞳の中に星の輝きが宿る演出として表現される。容姿に恵まれた人物が集まる芸能界の中でも、特別に可愛いとして評価されるアイドルが持つ可愛さの説得力で、また役者にとっての最高の資質とされる。
アイは両目、アクアは右目、ルビーは左目に白い星として描写される。黒川あかねはアイの演技をしている間だけ、黄色い星が両目に現れる。
なお、カミキヒカルは両目に黒い星が現れているほか、アイ・アクア・ルビーも怒りや復讐など負の感情に支配されている状態の時は普段の描写ではなく両目に黒い星が現れる。

### 本作中で登場する団体・グループ
苺プロダクション
生前のアイと旧B小町、現在はアクア、ルビー、有馬かな、新B小町の仕事を委託する形でMEMちょが所属している芸能事務所。創設時の社長は斉藤壱護で、現在の社長は斉藤ミヤコ。
事務所名は創設者の斉藤壱護（いちご）の名前と、果物の「苺」からのダブルミーニング。事務所の規模は物語開始時点では弱小レベルだが、結果として実現しなかったが、ドーム公演決定時にはそこそこの規模になっていたと思われる。B小町解散後はアイドル部門はなくなり、ネットタレントのマネジメント業務を主としていたが、ルビーの覚悟と情熱を受けて新B小町のマネジメント部門を立ち上げた。本社事務所はミヤコ、アクア、ルビーの自宅を兼ねている。
B小町（ビーこまち）
生前のアイが所属していたアイドルグループ。後述の新生「B小町」と区別する場合、旧「B小町」と呼ばれる場合もある。当初は中学生モデルの寄せ集め集団として結成され、結成メンバーの名前は高峯、ニノ、アイ、渡辺の4人。結成当時のファンであった天童寺さりなの存命時点ではアイの他に、「めいめい」「ありぴゃん」「きゅんぱん」という愛称のメンバーがいたとされている。アニメでは各メンバーそれぞれに、個別のメンバーカラーと動物の髪飾りが割り振られている。非常にメンバーチェンジが激しく、本作開始時点では7人組だったが、ほぼアイ一人の人気に支えられている。アイとそれ以外のメンバーの仲はそれほど良くなかったとされ、テレビアニメ版第1期のオープニング主題歌「アイドル」や、その原作小説として書き下ろされた「45510」では、アイには惹かれつつもその引き立て役として扱われる他メンバーの不満が綴られている。なおテレビアニメ版で流れるB小町の劇中歌は、いずれもアイのソロバージョンとなっているものの、アイよりも歌がうまいボーカルメンバーが複数在籍していたとも言及されている（アニメ第1話ではアイ以外のメンバーが歌っている描写もある）。楽曲については「サインはB」等の既出の3曲の他に、「スーパーモーター」という曲が7枚目のシングルとして発売されているという描写が原作1巻にある。
アイの死から2年後に解散した。原作やアニメの描写から、解散時は4人組であったと思われる。
結成初期には、結成メンバーの頭文字をプッシュフォン配列のテンキーからトグル入力したときの数字の並び「45510」を共通パスワードに使っていたことがあり、アイは自分が所有していた携帯電話にもこのパスワードを使い回していた。
新生「B小町」（しんせいビーこまち）
アイの娘であるルビー達が始めたネットアイドルグループ。「新B小町」と呼ばれることもある。第3章「恋愛リアリティショー編」で、ぴえヨンとのコラボ動画の中で、ルビーの宣言により「B小町」のグループ名を襲名した。作中ではアイが所属していた「B小町」と区別する為、「新生」もしくは「新」という言葉を頭に冠して呼ばれることが多いが、こちらのグループの正式名称も同じく「B小町」である。正式発足時の結成メンバーはルビー、有馬かな、MEMちょの3人で、旧B小町とは逆に、正式結成後からのメンバーチェンジは一度も行われていない。過去にボーカル曲を担当した経験のあるかなが（あまり気乗りしない形で）初代センターを担当し、歌唱力に難のあるルビー、MEMはPro ToolsとCubaseによる調整で誤魔化しているという設定。MEMちょが出演していた「今ガチ」のプロデューサーである鏑木の斡旋で、初ステージはいきなり大型アイドルイベントである「ジャパン・アイドル・フェス(JIF)」だった。
結成当初の人気は、元々インフルエンサーとして活動していたMEMちょのファンが中心であったが、第6章「プライベート」以降でルビーがゴローを殺害した黒幕への復讐を開始してからは、ルビーが人気を牽引するようになる。
私立陽東（ようとう）高校
第3章から登場する、アクア、ルビー、有馬かな、寿みなみ、不知火フリルが通う高校。現実世界での堀越高等学校のような、一般科と芸能科の両方が存在する高校で（芸能科はF組、アクアのみ一般科に在籍）、学力偏差値は40程。芸能科に在籍する生徒は、自身が芸能事務所に所属している証明書等の特殊な書類を学校に提出することが必要となる。
劇団ララライ
黒川あかね、姫川大輝が所属する劇団。創設者兼代表は金田一敏朗。かつて学生時代の鏑木勝也やカミキヒカルが在籍していたことから、少なくとも劇団設立から20年近い歴史を持つ。第5章「2.5次元舞台編」ではアクアらが出演する舞台の共演者として登場し、あかね、姫川の他に、みたのりお、化野めい、吉富こゆき、林原キイロ、船戸竜馬という劇団員が紹介されている。劇団員は一流揃いとされ、映画やテレビドラマとの掛け持ちで舞台に出演している者もいる。
元々は演劇学校出身者たちが自主的にやりたいことをやるために立ち上げたサークル演劇が母体となっているという設定。過去には劇団員不足から、ワークショップで集めた人材の起用を試みたことがあり、このとき既にOBであった鏑木の紹介でワークショップに参加したアイと、当時の劇団に在籍していたカミキヒカルが知り合っている。以降のアイは垢抜けて大人びるようになり、鏑木はこの時にアイが恋をしていたと推測する。なおワークショップの試み自体は金田一にとって苦い失敗に終わっている。

### 本作中で登場するドラマ・映画・舞台作品
『15年の嘘』
プロローグ「幼少期」で五反田泰志が監督した映画として断片的に言及され、第9章「映画編」で詳細が描かれる。もともとはアイ自身が生前、旧B小町のドキュメント映画の撮影と監督を五反田に依頼したことが本作の下地となっており（実際に断片的に旧B小町関連の撮影は、その当時行われたらしい）、それを後に五反田とアクアが、アイの殺害事件をモチーフにした映画に脚色し直したもので、アクア、ルビーなどの若手芸能人らが、プロローグ「幼少期」に登場したアイの関係者たちの役を演じる。脚本は五反田とアクアによる共同脚本（アクアは「ほとんどの部分は五反田によって直された」と言っているので、実質的にはアクアが原案担当、五反田が脚本担当に近いと思われる。また、脚本については吉祥寺頼子や鮫島アビ子にも助言をもらったとも言っている）。プロデューサーは鏑木。
不知火フリルの見立てによれば、脚本はアイ殺害の黒幕であるアクアとルビーの父親への復讐を意図したものだが、アイを演じる役者の演技次第で、断罪の映画にも許しを与える映画にも変化する内容となっているという。最終章で無事に公開され、年間動員数6位を記録した。
『それが始まり』
プロローグ「幼少期」に登場。五反田泰志が監督、脚本を担当した低予算のホラー映画で、幼少時代のアクア、有馬かなが子役として、アイが脇役で出演した。アクアはこの映画で役者としての道に足を踏み入れ、かなはアクアに敗北感を味わい、アイは主役以上に人気を集めて更なる躍進のきっかけを作った。映画の撮影中にアイは、後に『15年の嘘』の原型となる、「B小町」のドキュメント映画の監督を五反田に依頼している。
『今日は甘口で』
吉祥寺頼子が執筆する劇中漫画。劇中での略称は『今日あま』。全14巻で完結済み。本作の原作者である赤坂アカが執筆した漫画『かぐや様は告らせたい〜天才たちの恋愛頭脳戦〜』原作第8巻第73話から第74話にかけて（テレビアニメ第2期第7話）言及されていた劇中漫画で、本作では第2章「芸能界」にて、有馬かな、鳴嶋メルト主演による全6話のWebドラマとして登場する。Webドラマ版のプロデューサーは鏑木。
原作となる劇中漫画は登場人物から「泣ける作品」「名作」「面白い」などと高く評価されているものの、Webドラマ版は「売り出し中のモデルや才能のある新人に機会を与えたい」といった制作側の都合を優先しすぎた作りになっており、後々までひどい作品として繰り返し引き合いに出されるなど、登場人物の間に遺恨を残す。大根役者の演技を補うための演出を駆使することで最低限のクオリティは維持されており、最終的にはアクアの活躍により「最終話だけ傑作」としてひっそりと評価された。
『東京ブレイド』
鮫島アビ子が執筆する劇中漫画。劇中での略称は『東ブレ』。第5章「2.5次元舞台編」でアクアらが出演する2.5次元舞台の原作。累計5,000万部を突破しておりアニメ、映画も大ヒットを記録している人気作品。
ストーリーは、全てを集めた者に支配者の力をもたらす21本の刀を巡る抗争の中で、登場人物たちが友情や愛情を深めていく王道のバトル漫画。。本編の登場人物が演じる劇中劇では、劇中漫画の主役ブレイドが属する「新宿クラスタ」と、そのライバル勢力である「渋谷クラスタ」の2大勢力が争う「渋谷抗争編」のエピソードを描いている。
劇中における当初の脚本は、物語の展開や対立構造をわかりやすく見せることが原作の尊重になるという考えから、登場人物の動機や性格を変更したものとなっていた。しかし原作者と脚本家の対立が深刻なものとなり、アクアらの尽力もあって脚本家と原作者が対話の場を設け結果、実は原作者のアビ子が原作の展開にはさほど執着しておらず、登場人物を原作に忠実に描くことを求めていたという齟齬が明らかになる。

### 本作中で登場するテレビ・ネット番組
「今からガチ恋始めます」
第3章「恋愛リアリティショー編」でアクア、MEMちょ、黒川あかね等が出演する恋愛リアリティショー。劇中での略称は「今ガチ」。
芸能活動している高校生たちが週末にイベントを通じて交流を深める。番組プロデューサーは鏑木。鏑木がプロデュースすることもあって出演者たちは男女ともに美形揃いで、不知火フリルいわく「目の保養」「視力が0.5くらい良くなった」。
出演者であるアクアによれば、やらせ演出は意外と少なく、出演者の人間性をありのままに映し出す構成とされるが、ゲームメーカー役を担う鷲見ゆきを番組の中心人物に据え、あまり目立たなかったあかねを悪役にすると視聴者が盛り上がるだろうという編集意図が介在しており、出演者には強要はしないが自主的にそのような選択をさせる形での提案が行われている。
「深堀れ☆ワンチャン!!」
第7章「中堅編」でアクアがレギュラー出演することになるWebバラエティ番組。「地上波でできない深掘り」と称し、際どい話題の事実関係を番組で取材調査するという内容。アクアが毒舌でクールなパネリスト、ルビーがおバカで失礼で図太いレポーターという役柄で出演しており、後に有馬かなもレポーターとして参加する。番組プロデューサーは鏑木。

## 書誌情報

### 単行本
- 赤坂アカ×横槍メンゴ 『【推しの子】』 集英社〈ヤングジャンプ・コミックス〉、全16巻
  1. 2020年7月22日発行（7月17日発売[書誌 1]）、ISBN 978-4-08-891650-7
  2. 2020年10月21日発行（10月16日発売[書誌 2]）、ISBN 978-4-08-891717-7
  3. 2021年2月24日発行（2月19日発売[書誌 3]）、ISBN 978-4-08-891801-3
  4. 2021年5月24日発行（5月19日発売[書誌 4]）、ISBN 978-4-08-891872-3
  5. 2021年8月23日発行（8月18日発売[書誌 5]）、ISBN 978-4-08-892056-6
  6. 2021年11月24日発行（11月19日発売[書誌 6]）、ISBN 978-4-08-892135-8
  7. 2022年2月23日発行（2月18日発売[書誌 7]）、ISBN 978-4-08-892224-9
  8. 2022年6月22日発行（6月17日発売[書誌 8]）、ISBN 978-4-08-892364-2
  9. 2022年10月24日発行（10月19日発売[書誌 9]）、ISBN 978-4-08-892429-8
  10. 2023年1月24日発行（1月19日発売[書誌 10]）、ISBN 978-4-08-892535-6
  11. 2023年3月22日発行（3月17日発売[書誌 11]）、ISBN 978-4-08-892630-8
  12. 2023年7月24日発行（7月19日発売[書誌 12]）、ISBN 978-4-08-892780-0
  13. 2023年11月22日発行（11月17日発売[書誌 13]）、ISBN 978-4-08-893002-2
  14. 2024年4月23日発行（4月18日発売[書誌 14]）、ISBN 978-4-08-893172-2
  15. 2024年7月23日発行（7月18日発売[書誌 15]）、ISBN 978-4-08-893303-0
  16. 2024年12月23日発行（12月18日発売[書誌 16][書誌 17]）、ISBN 978-4-08-893474-7 / ISBN 978-4-08-893575-1 (SPECIAL EDITION)
- 赤坂アカ×横槍メンゴ『【推しの子】1～3巻 推し活デビューセット』集英社〈ヤングジャンプ・コミックス〉、2023年3月13日発売[書誌 18]、ISBN 978-4-08-892712-1

### コンビニコミック
- 赤坂アカ×横槍メンゴ 『【推しの子】』 集英社〈集英社リミックス〉、既刊4巻（2024年12月20日現在）

1. 「幼年期・芸能界編」（2024年11月8日発売[書誌 19]）、ISBN 978-4-08-115246-9
2. 「恋愛リアリティショー編・ファーストステージ編」（2024年11月22日発売[書誌 20]）、ISBN 978-4-08-115247-6
3. 「2.5次元舞台編」（2024年12月6日発売[書誌 21]）、ISBN 978-4-08-115248-3
4. 「プライベート・中堅編1」（2024年12月20日発売[書誌 22]）、ISBN 978-4-08-115249-0
5. 「中堅編2・スキャンダル編」（2025年1月10日発売[書誌 23]）、ISBN 978-4-08-115250-6

### 小説
- 赤坂アカ、横槍メンゴ、田中創 『【推しの子】』 集英社〈JUMP jBOOKS〉、既刊2巻（2024年12月18日現在）
  - 「 〜一番星のスピカ〜」（2023年11月17日発売[書誌 24]）、ISBN 978-4-08-703540-7
  - 「 ～二人のエチュード～」（2024年12月18日発売[書誌 25]）、ISBN 978-4-08-703554-4
- はのまきみ、赤坂アカ×横槍メンゴ 『【推しの子】まんがノベライズ』 集英社〈集英社みらい文庫〉、既刊2巻（2024年11月22日現在）
  - 「アクアとルビー、運命のはじまり」（2024年8月23日発売[書誌 26]）、ISBN 978-4-08-321867-5
  - 「芸能界のリアル&新生『B小町』結成!」（2024年11月22日発売[書誌 27]）、ISBN 978-4-08-321882-8
  - 「火花散る! 2.5次元舞台」（2025年3月21日発売[書誌 28]）、ISBN 978-4-08-321899-6
- 田中創、赤坂アカ×横槍メンゴ、北川亜矢子 『映画ノベライズ【推しの子】-The Final Act-』 集英社〈集英社オレンジ文庫〉、2024年12月20日発売[書誌 29]、ISBN 978-4-08-680595-7
- はのまきみ、赤坂アカ×横槍メンゴ、北川亜矢子 『【推しの子】-The Final Act-映画ノベライズ みらい文庫版』 集英社〈集英社みらい文庫〉、2024年12月20日発売[書誌 30]、ISBN 978-4-08-321886-6

### 関連書籍
- 赤坂アカ×横槍メンゴ 『【推しの子】カラーリング×アイドル ぬりえブック』 集英社〈絵本〉、2023年7月18日発売[書誌 31]、ISBN 978-4-08-288109-2
- 赤坂アカ×横槍メンゴ 『【推しの子】 1stイラスト集 Glare×Sparkle』 集英社〈愛蔵版コミックス〉、2023年7月24日発行（2023年7月19日発売[書誌 32]）、ISBN 978-4-08-792777-1
- 赤坂アカ×横槍メンゴ 『『【推しの子】』コミックカレンダー2025（卓上／特製デザインカード15枚付き）』 集英社〈マルチメディア〉、（2024年9月4日発売[書誌 33]）、ISBN 978-4-08-908470-0

## テレビアニメ
第1期は2023年4月から6月までTOKYO MXほかにて放送された。
第2期は第1期放送終了後に制作が発表され、2024年7月から10月まで放送された。
第3期は第2期放送終了後に制作が発表された。2026年に放送予定。

## 実写映像
2024年1月24日、実写映像化が発表された。
ドラマ『【推しの子】』は第1 - 6話が2024年11月28日21時から、第7、8話が12月5日21時からAmazon Prime Videoにて世界配信された。
映画『【推しの子】-The Final Act-』は2024年12月20日より東映配給にて劇場公開された。

## 舞台
『演劇【推しの子】2.5次元舞台編』のタイトルで、2024年12月13日から22日までシアターH、12月26日から29日まで梅田芸術劇場 シアター・ドラマシティで上演。第5章「2.5次元舞台編」を元に、劇中劇の「東京ブレイド」やオリジナル要素を交えた内容となっている。

### キャスト（舞台）
- アクア - 小宮璃央[210]
- 姫川大輝 - 安西慎太郎[210]
- 有馬かな - 佐竹桃華[210]
- 黒川あかね - 内田未来[210]
- 鳴嶋メルト - 土屋直武[210]
- 鴨志田朔夜 - 北村諒[210]
- 鮫島アビ子 - 田上真里奈[210]
- 吉祥寺頼子 - 平体まひろ[210]
- 雷田澄彰 - 鯨井康介[210]
- GOA - 馬場良馬[210]

劇団ララライ
- みたのりお - 石田隼
- 里見勇気 - 杉山圭一
- 船戸竜馬 - 多田直人
- 林原キイロ - 三浦修平
- 吉富こゆき - 永田紗茅
- 化野めい - 古賀ありさ
- 海路ソウタ - 白崎誠也
- 山中タンジ - 寒川祥吾

### スタッフ（舞台）
- 原作 - 赤坂アカ、横槍メンゴ[211]
- 脚本・演出・作詞 - 中屋敷法仁[211]
- 音楽 - 和田俊輔、はるきねる[211]
- 舞台監督 - 山下翼、村山鈴夏[211]
- 美術 - 池宮城直美[211]
- 演出助手 - 千代麻央[211]
- 照明 - 加藤直子[211]
- 音響 - 田中忍、山本能久[211]
- 殺陣指導 - 六本木康弘[211]
- 歌唱指導 - 新良エツ子、澤田真里愛[211]
- 衣裳 - 中原幸子[211]
- ヘアメイク - AKi[211]
- 小道具 - 羽鳥健一[211]
- 宣伝美術 - 羽尾万里子[211]
- カメラマン - 藤城貴則[211]
- レタッチャー - 米田貴子[211]
- 公演ロゴデザイン - 巻渕美紅、安永麗奈[211]
- 公式HP - 関根広告社[211]
- 主催 - 演劇【推しの子】製作委員会[211]

## コラボレーション・タイアップ
マンガダイブ
集英社XRの主催・企画・制作によるプロジェクションマッピングとLED、数多くのデジタル技術をフル活用したイマーシブ（没入型）ミュージアム。『『【推しの子】』スーパー・イマーシブライブ』と題し、2023年1月13日から2月16日にかけて企画展『マンガダイブ2024 NIHONBASHI』のひとつとして東京日本橋の室町三井ホール&カンファレンスにて開催され、2024年9月11日から11月28日にかけて福岡公演としてBOSS E・ZO FUKUOKA 6F イベントホールでも開催された。
パナソニック パーソナル食洗器「SOLOTA」
1人暮らし向け卓上型食器洗い機「SOLOTA」とのタイアップ。2023年2月に、アイが紹介する内容のコラボレーションCMが作成され、もしもアイが実在のアイドルであったならば、という空想に基づいた体裁の関連コンテンツが公開された。パナソニックの新商品担当者が登場人物のファンで、商品のターゲット層と本作のファン層の年齢層が重なることや、本作が男女を問わず人気があることから実現した。YouTubeで公開されたCM動画は3か月ほどで1,500万回超の再生回数となり、Twitterではアニメファン側からも食器洗い機に関する話題がみられるなど、食器洗い機の宣伝としては異例の反響があったとされる。
カネヨ石鹸「重曹ちゃん」
重曹クリーナー「重曹ちゃん」とのコラボレーション商品が2023年7月に発売（商品自体は以前から既に発売されていた）。有馬かなが「重曹ちゃん」の愛称で呼ばれていることから、かながデザインされたパッケージの商品が販売された。元々はテレビアニメ版第1期放送直前の2023年4月1日にエイプリルフールのジョーク企画として発表されたものだが、これを発端として現実の商品化が実現した。なお商品には劇中の描写に由来して「掃除用のため舐めることはできない」旨の注意書きが書かれている。
CARAVAN STORIES
2023年5月30日から同ゲームにて開催。本作からアクア、ルビー、有馬かな、ぴえヨンが登場する。
DyDo
2023年6月～8月までコラボキャンペーンを開催。ルビー、有馬かな、MEMちょの書き下ろしグッズが制作されたほか、撮り下ろしの音声コンテンツが視聴できた。
逆転オセロニア
2023年6月23日から同ゲームアプリにて開催。本作からアクア、ルビー、有馬かな、MEMちょ、アイが登場する。
読売ジャイアンツ
2023年6月30日に本作の出演キャストである高橋李依、伊駒ゆりえ、潘めぐみ、大久保瑠美が始球式が開催された。始球式で4人が着用したユニフォームの背番号は、作品上で4人が演じるキャラクターが所属する「苺プロ」から「1526」。またコラボ限定グッズも販売された。
アイドルマスター シャイニーカラーズ
2023年7月10日から同ゲームアプリにて開催。本作からルビー、有馬かな、MEMちょが登場する。コラボイベントが開催されるほか、プロデュースシナリオ『W.I.N.G.』編（『シャイニーカラーズ』におけるメインシナリオの一つで、アイドルごとの個別ストーリー）が用意されている。
コラボイベントでは、B小町と『シャイニーカラーズ』のアイドルユニット・ストレイライトが対決する模様が描かれる。プロデュースシナリオ『W.I.N.G.』編では、ルビーと有馬かなをプロデュースすることができる。
2024年8月にはコラボイベント第2弾が開催。MEMちょが新たに育成アイドルとして追加されたほか、ルビーの新しいカードが追加された。ルビーの新カードには幼少期のルビーとアイが登場するコミュが実装されている。
新しいコラボイベントでは『シャイニーカラーズ』のアイドルユニット・放課後クライマックスガールズとB小町、黒川あかねが共演する。
極楽湯
2023年7月19日よりコラボイベントを開催。限定グッズやコラボメニューが販売される。
よみうりランド
2023年8月10日から9月10日までコラボイベントを開催。一部のアトラクションに本作の楽曲やボイスが使用される。
サントリー「クラフトボス」
2023年9月1日から「推しと外へ！キャンペーン」が実施され、オリジナルデザインのサコッシュとQUOカードPayが賞品としてプレゼントされた。
ASAP CLUB
2023年10月5日から、オリジナルデザイン缶「ASAP CLUB×【推しの子】 エナジードリンク 」（Fun-na GRAPE - アイ、BalanceD - ルビー、AWAKEN - アクア）が販売され、3本購入でオリジナルクリアファイルがプレゼントされるキャンペーンが実施された。2024年2月20日より、第2弾として新デザイン缶（Fun-na GRAPE - アイ、BalanceD - B小町、AWAKEN - 黒川あかね）の販売と、クリアファイルプレゼントキャンペーンが開催された。
築地銀だこ
コラボグッズの他、コラボ限定のたこ焼をオリジナルデザインのスリーブに入れて販売され、たこ焼1舟ご購入ごとに限定コラボグッズが1枚プレゼントされた。また、2023年12月15日からはオリジナルデザインの「だんらんパック」が発売された。
スーモ
公式LINEアカウントの登録やID連携でコラボLINEスタンプがもらえるキャンペーンが開催された。また、スーモの特設スマホ用サイトにて、B小町とのコラボ企画も実施された。
マリオンクレープ
2024年2月23日から、コラボクレープやコラボグッズの販売が行われた。
イマーシブ・フォート東京
2024年3月1日より東京都江東区にて開業されたテーマパーク施設にて謎解きアトラクション「【推しの子】 イマーシブ・ラリー」が登場。ヨーロッパの街を舞台に来場者がB小町のファンという設定のもと、海外ライブ成功のためにぴえヨンが用意した謎解きに挑戦するアトラクションとして展開されている。同月28日からはぴえヨンがリアルに登場する新演出を加えた内容となっている。
タマノイ酢「すしのこ」
2024年4月4日にタマノイ酢より有馬かなをパッケージデザインに採用した「すしのこ」のコラボレーション商品を期間限定で発売する予定であることが発表された。「すしのこ」のパッケージデザインが変更されるのは1963年の発売以来初めてとなる。
2023年4月に【推しの子】のテレビアニメが放送開始されて以来、SNS上にて「すしのこ」が【推しの子】に似ていることが話題となっていた。そのような中で2024年4月1日にはテレビアニメ公式X（旧Twitter）において「有馬かな すしのこイメージガール就任か？」と題したポストがエイプリルフールのジョークとして投稿され、話題となったことからコラボレーションが実現した。
モンスターストライク
2024年7月15日に同ゲームアプリにて開催。本作からアクア、ルビー、有馬かな、MEMちょ、黒川あかね、鳴嶋メルト、斉藤ミヤコ、ぴえヨンが登場。
リアル脱出ゲーム　
2024年7月9日よりオンラインで遊べる体験型ゲーム「リアル脱出ゲーム×【推しの子】『仕組まれたスキャンダルからの脱出』」が販売開始され、同年7月19日よりプレイ可能だった。
西武園ゆうえんち
2024年8月1日から9月29日にかけて、「【推しの子】祭りin西武園ゆうえんち」を開催。9月8日にはスペシャルイベントを開催した。
宮崎県高千穂町
2024年11月1日から2025年3月31日まで高千穂町内の各地で開催。高千穂町は「プライベート編」の舞台モデルとして登場する。
ひみつのアイプリ
2024年12月5日稼働開始の同ゲーム第5弾で、アイおよびアイの衣装を着た同ゲーム主人公のひまり・みつきが描かれたカードが配出され、このカードを使う事でこの衣装を「コーデ」として使用できる事ができるほか、ライブ中にアイが応援する演出も行われる。
日本たばこ協会・全国たばこ販売協同組合連合会
20歳未満の喫煙防止キャンペーンとして2025年7月1日からルビー・有馬かな・MEMちょのイラストと「夢中の10代は たばこを吸わないっ！」の標語が描かれた啓発ポスターやPOPが全国の学校やたばこ販売店・各都道府県警察の施設などに掲示された。